# Zentrale des Ministeriums für Staatssicherheit

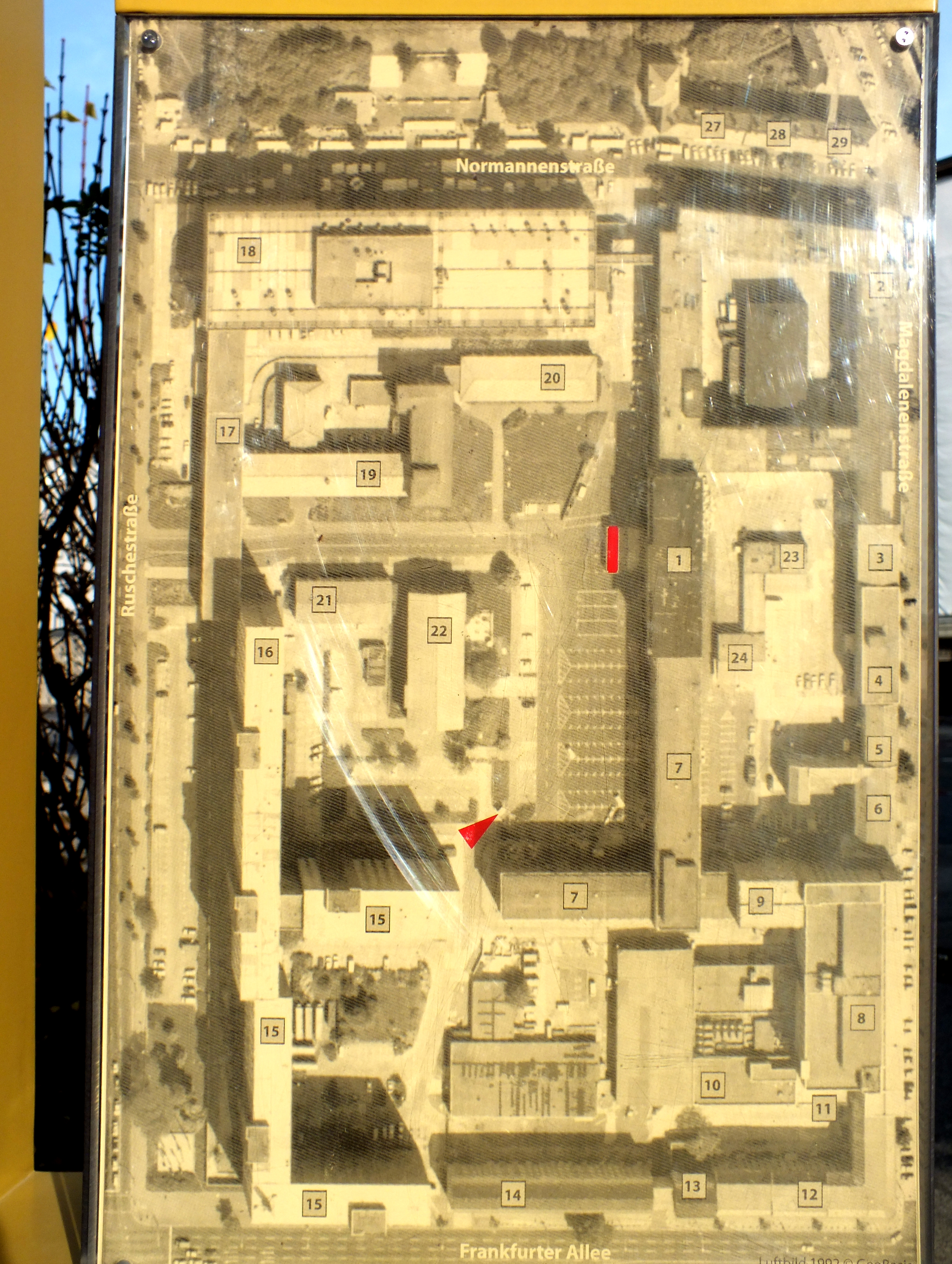
Plan des Dienstkomplexes Normannenstraße des Ministeriums für Staatssicherheit mit Angabe der Haus-Nummern

Die Zentrale des Ministeriums für Staatssicherheit der DDR in Berlin-Lichtenberg diente von 1950 bis 1989 als Sitz des Ministeriums für Staatssicherheit (MfS) und 1989–1990 als Sitz des Amtes für Nationale Sicherheit.
Neben dem Dienstkomplex Normannenstraße gehörten zur Zentrale des Ministeriums das etwa 500 m nördlich gelegene Teilobjekt Gotlindestraße sowie ergänzende Gebäudekomplexe im Berliner Ortsteil Schöneweide, in dem sich einige Spezialabteilungen befanden sowie das Zentralobjekt Wuhlheide (ZOW) Köpenicker Straße 325b, in dem sich die HA III mit zugeordnetem Rechenzentrum (Abteilung 13), die HA VIII und das Institut für wissenschaftlichen Gerätebau befanden. Im Zentralobjekt Wuhlheide befindet sich heute der Innovationspark Wuhlheide. 
Nach der deutschen Wiedervereinigung wurden auf dem Areal des Dienstkomplexes Normannenstraße verschiedene Museen und Forschungsinstitute eingerichtet, die sich mit der Geschichte des Ministeriums für Staatssicherheit befassen. Mehrere Gebäude der ehemaligen Zentrale stehen heute als Baudenkmal unter Denkmalschutz.

## Geschichte
Das am 8. Februar 1950 nach sowjetischem Vorbild gegründete Ministerium bezog als seinen ersten Dienstsitz das 1930–1932 errichtete Gebäude des Finanzamts für den Stadtbezirk Lichtenberg an der Ecke Normannen-/Magdalenenstraße, das später MfS-intern Haus 2 genannt wurde. 1952 entstand südlich davon ein Behelfsbau, der bis 1961 existierte. 1956 wurden das aus zwei Gebäudeteilen bestehende Haus 7 fertiggestellt, im Jahre 1960 das als Speise- und Konferenzgebäude konzipierte Haus 22 sowie die Poliklinik (Haus 19 und Haus 20).

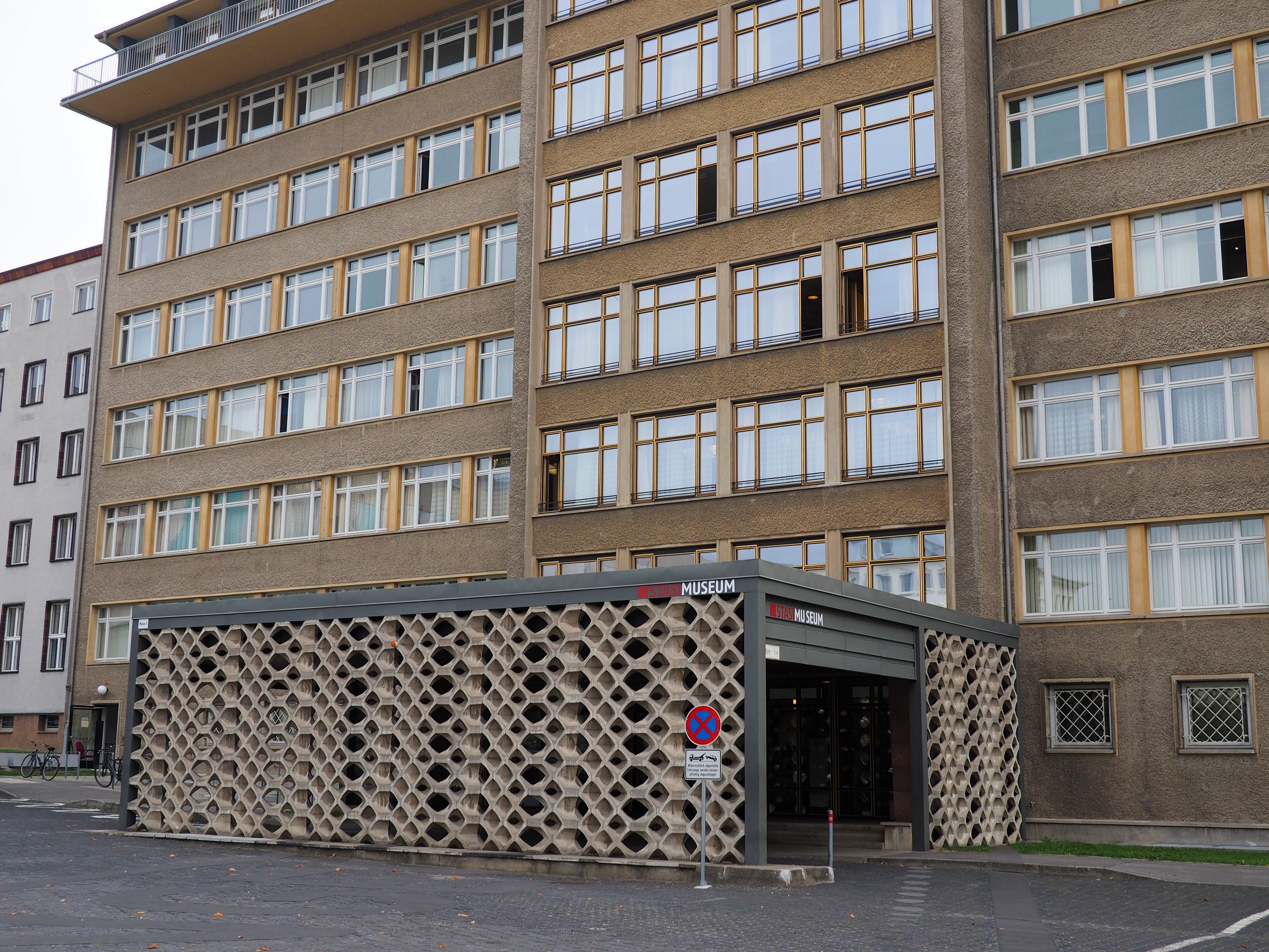
Haupteingang von Haus 1 mit dem 1975–1976 hinzugefügten Sichtschutz

In den Jahren 1961–1962 wurde der 1952 errichtete Behelfsbau durch das Haus 1 ersetzt, in dem der Minister und die oberste Führung des Ministeriums ihre Büros bezogen. 1964 wurde Haus 21 als Stützpunkt für das MfS-Wachregiment „Feliks Dzierzynski“ fertiggestellt, 1966 das Haus 20 sowie bis zum Ende der 1960er Jahre die Häuser 13 und 14.

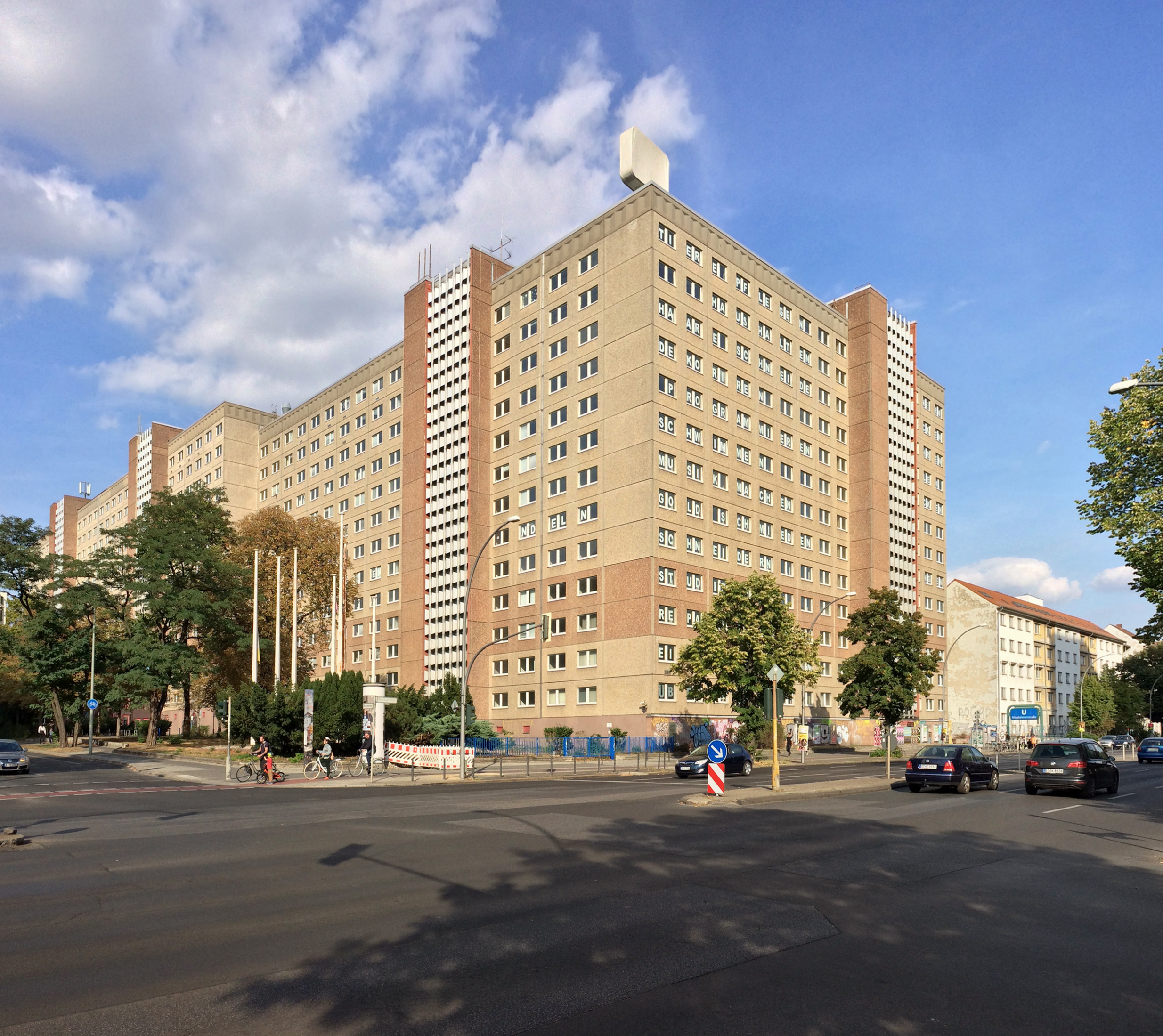
Haus 15 an der Ecke Ruschestraße/Frankfurter Allee

Ab 1974 ließ das MfS anstelle abgerissener Gebäude in der Magdalenenstraße das Haus 4 errichten, anschließend verlagerte sich die Bautätigkeit in den Bereich entlang von Frankfurter Allee und Ruschestraße. 1978 wurde hier ein vierteiliges Ensemble aus 13-geschossigen Plattenbauten (Haus 15) für die Hauptverwaltung A fertiggestellt, im selben Jahr das Haus 16 und ebenfalls Ende der 1970er Jahre das Haus 17 mit dem neuen Haupttor des Dienstkomplexes Normannenstraße.

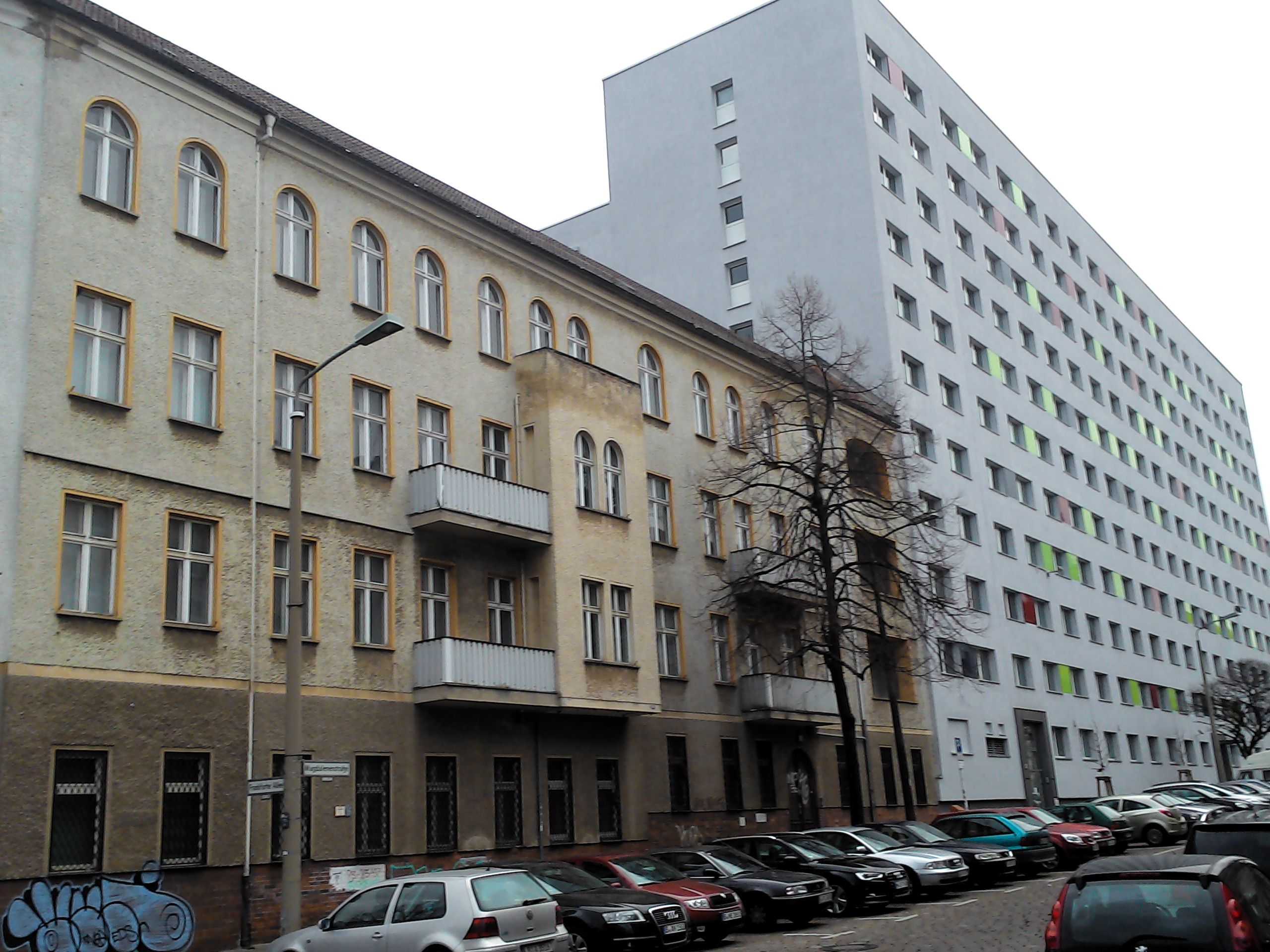
Haus 12 (vorne) und Haus 8 (hinten) in der Magdalenenstraße

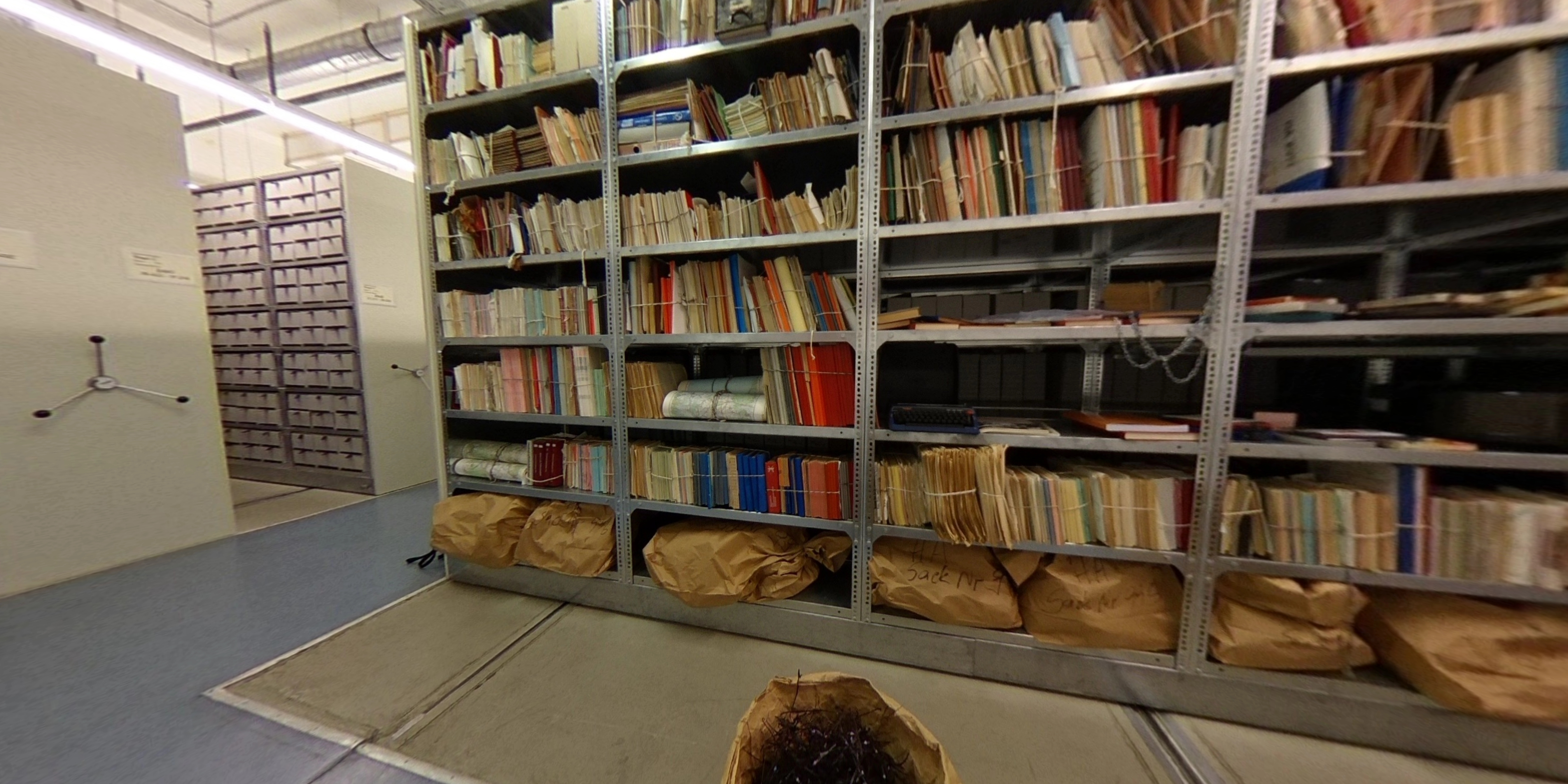
Blick in einen Magazinsaal des Stasi-Unterlagen-Archivs

In den Jahren 1979–1982 entstand mit dem an der Rusche- Ecke Normannenstraße errichteten Haus 18 das als Dienstleistungs- und Versorgungsgebäude konzipierte größte Einzelgebäude des Areals. 1982 übernahm das Ministerium den Altbau an der Magdalenenstraße Ecke Frankfurter Allee und gliederte ihn dem Dienstkomplex Normannenstraße ein, ehe die Baumaßnahmen mit den 1984 entlang der Magdalenenstraße fertiggestellten Karteien- und Archivgebäuden (Haus 8 und Haus 9) zu einem Ende kamen.
1989 nahm der Dienstkomplex Normannenstraße einen ganzen Häuserblock zwischen Frankfurter Allee, Magdalenenstraße, Normannenstraße und Ruschestraße ein. Die knapp 80 Hektar große „Stasi-Stadt“ (Christian Halbrock) bestand zuletzt aus 29 Häusern und elf Höfen, in dem seinerzeit bis zu 7000 hauptamtliche MfS-Mitarbeiter tätig waren. Zudem war zwischen 1975 und 1985 nördlich der Normannenstraße ein weiterer Gebäudekomplex („Teilobjekt Gotlindestraße“) errichtet worden. Für beide Gebäudekomplexe verfolgte das MfS umfassende Ausbaupläne, die bis weit in die 1990er Jahre hineinreichten. So war beispielsweise geplant, das Haus 12 durch einen dem Haus 15 ähnlichen Plattenbau vom Typ WBS 70 zu ersetzen, um entlang der Frankfurter Allee eine einheitliche Gebäudefront aus Bürohochhäusern zu schaffen.
Infolge der politischen Wende in der DDR wurde der Dienstkomplex Normannenstraße am 15. Januar 1990 von Demonstranten gestürmt und später von bereits anwesenden Bürgerrechtlern in Sicherheitspartnerschaft übernommen. Seit 1990 befindet sich im vormaligen Gebäude des Ministersitzes (Haus 1) u. a. die Forschungs- und Gedenkstätte Normannenstraße, die 1984 fertiggestellten Karteien- und Archivgebäude (Haus 8 und Haus 9) beherbergen das Stasi-Unterlagen-Archiv des Bundesarchivs, während etwa das Haus 2 wieder vom Finanzamt für den Stadtbezirk Lichtenberg, seinem ursprünglichen Nutzer vor 1950, übernommen wurde. Ungeachtet dessen steht der größte Teil der Bauten leer. Roland Jahn schlägt für die weitere Entwicklung der ehemaligen MfS-Zentrale eine Nutzung als Campus für Demokratie vor.

## Anlage

### Überblick

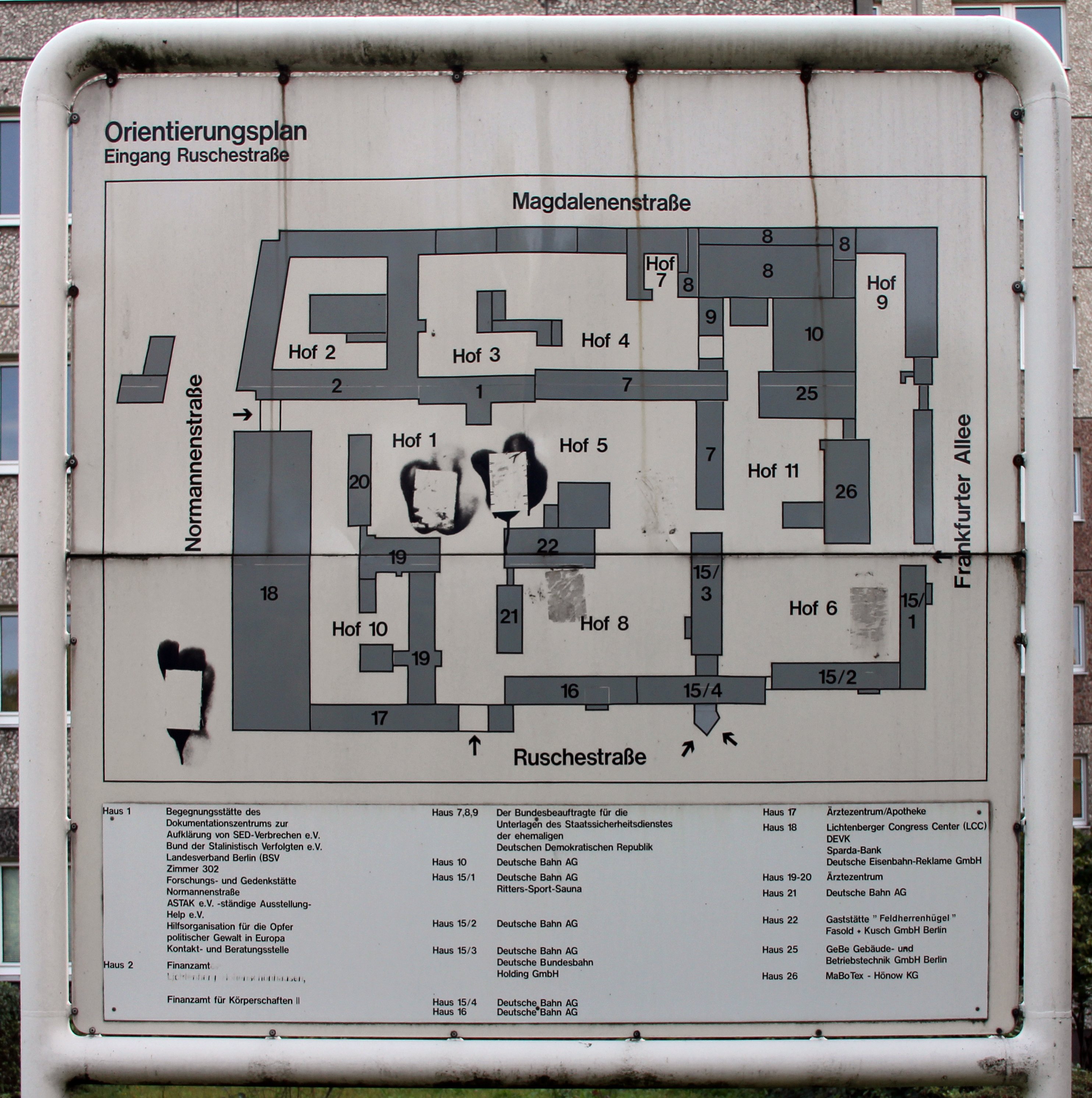
Plan des Dienstkomplexes Normannenstraße mit Angabe der Nutzung der Gebäude, 2012

Die Hauptzufahrt (Tor 13) zum Dienstkomplex Normannenstraße erfolgte über Haus 17 in der Ruschestraße. Im Hauptgebäude (Haus 1) hatten der Minister für Staatssicherheit, seine vier Stellvertreter und ihre Arbeitsgruppen ihre Büros. Das 1984 eröffnete zentrale Karteien- und Archivgebäude des MfS (Haus 8) ist bis heute der Berliner Standort der Stasi-Unterlagen. Ein vierteiliges Ensemble aus 13-geschossigen Plattenbauten (Haus 15) im Südwesten des MfS-Komplexes, an der Ecke Frankfurter Allee/Ruschestraße, diente als Sitz der Hauptverwaltung A.
In einem der Innenhöfe (Hof 8) befand sich der Speisesaal für Abteilungsleiter des MfS (Haus 22). Die MfS-interne Poliklinik mit eigener Zahnstation war rund um einem anderen der Innenhöfe (Hof 10) gruppiert. Im Nordwesten des MfS-Komplexes, an der Ecke Ruschestraße/Normannenstraße, befand sich mit dem 1979–1982 errichteten Dienstleistungs- und Versorgungsgebäude (Haus 18) das größte Einzelgebäude des MfS-Komplexes, in dem es auf 6500 m² u. a. eine Kaufhalle, Läden und ein Konferenzzentrum für MfS-Mitarbeiter gab.
Über den gesamten MfS-Komplex verteilt waren diverse Werkstätten, Garagen und Lager der Verwaltung Rückwärtige Dienste, die für die Instandhaltung der gesamten Infrastruktur sowie für die Energie-, Wasser- und Wärmeversorgung verantwortlich war. Für die Bewachung des MfS-Komplexes sorgten Soldaten des Wachregiments „Feliks Dzierzynski“.

### Bezeichnungen und Nutzungen

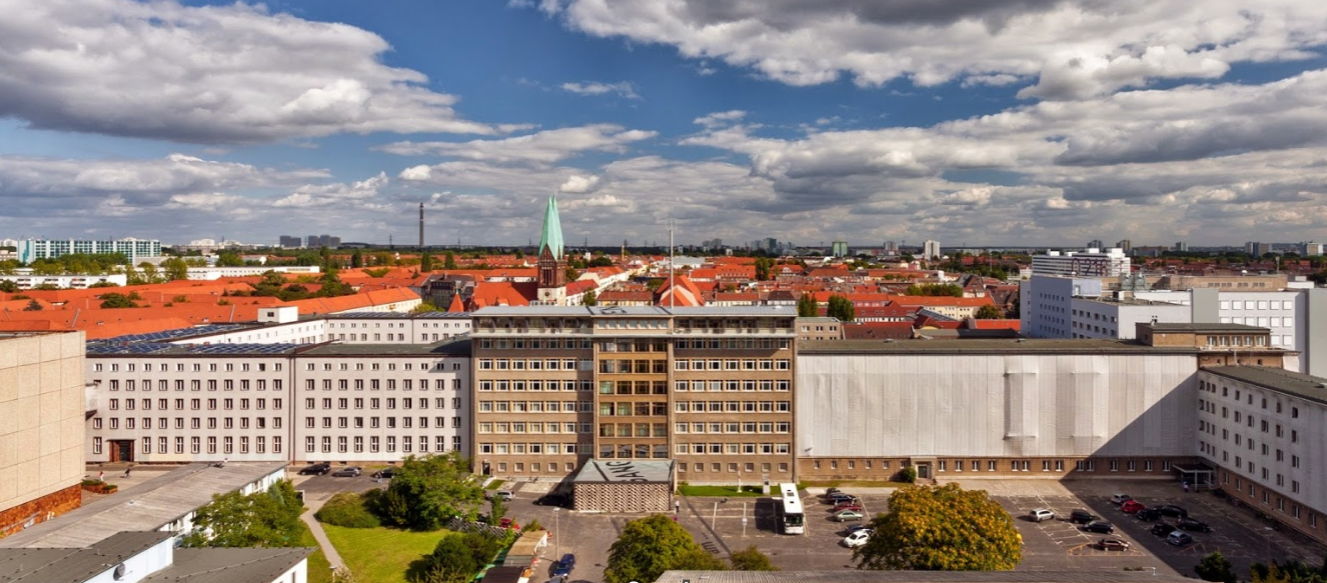
Inneres des Dienstkomplexes Normannenstraße: links das weiße Haus 2, mittig das braune Haus 1, rechts das teilverhüllte Haus 7

Die vom MfS eingeführte und bis heute gültige Bezeichnung der Gebäudeteile als Häuser war primär organisatorisch bedingt und spiegelt nur zum Teil die baulichen Gegebenheiten wider. So bestand beispielsweise das Haus 1 tatsächlich aus einem einzigen Gebäude, war aber über Verbindungstüren auch von den angrenzenden Häusern 2 und 7 zu betreten. Das Haus 7 bestand aus zwei großen, im rechten Winkel aneinander gebauten Flügeln, während das benachbarte Haus 8 sogar vier Gebäudeteile umfasste. Ebenfalls aus vier Gebäudeteilen bestand das Haus 15; das Haus 19 umfasste zwei Gebäudeteile mit jeweils daran anschließenden Zubauten.

### Dienstkomplex Normannenstraße
| Bezeichnung   | Baudaten | Nutzung 1989 | Nutzung 2011                                               | Kommentar |
| ------------- | --- | --- | ---------------------------------------------------------- | --- |
| Haus 1        | Haus errichtet 1961–1962 anstelle eines 1952 errichteten Behelfsbaus, ausgerüstet mit zwei Paternosteraufzügen, Haupteingang 1975–1976 mit Sichtschutz versehen. Bis 2012 durch Arnold und Gladisch Architekten energetisch saniert, seither wieder der Öffentlichkeit zugänglich. | Dienstsitz des Ministers/Leitung des MfS (Büros des Ministers für Staatssicherheit, der Stellvertreter des Ministers, der Arbeitsgruppen des Ministers, Büro der Leitung, Sekretariate) | Forschungs- und Gedenkstätte Normannenstraße (seit 1990)   | Neben der Forschungs- und Gedenkstätte mit dem „Stasi-Museum“ wird das Gebäude von Opfer- und Aufarbeitungsgruppen wie der UOKG und dem Bürgerkomitee 15. Januar e. V. genutzt. Seit 2015 als Baudenkmal unter Denkmalschutz. |
| Haus 2        | Haus errichtet 1930–1932 als Finanzamt (zivile Adresse Normannenstraße 20–22), 1950 erstes Dienstgebäude der Staatssicherheit („A-Bau“). Mit Haus 18 durch eine Gebäudebrücke verbunden.                                                                                           | Hauptabteilung II des MfS (Spionageabwehr), Abteilung X (Internationale Verbindungen des MfS), Bildstelle des MfS, Abteilung Bewaffnung und Chemische Dienste, Büro der Leitung des MfS (Innere Objektsicherung des MfS, Kurierdienst des MfS), Rechtsstelle des MfS | Finanzamt für den Stadtbezirk Lichtenberg                  | Finanzamt, das Gebäude steht als Baudenkmal unter Denkmalschutz. |
| Haus 3        | Altbau, errichtet vor 1907 (zivile Adresse Magdalenenstraße 21), für Nutzung durch MfS umgebaut – Fenster im Erdgeschoss vergittert, Haustore durch Scheintüren ersetzt | Zentraler Operativstab des MfS |                                                            | heute wieder zu Wohngebäude zurückgebaut |
| Haus 4        | Haus errichtet ab 1974 als Plattenbau Typ WBS 70 anstelle der abgerissenen Altbauten Magdalenenstraße 17–19 (Baujahr 1910) | Zentrale Auswertungs- und Informationsgruppe des MfS |                                                            | heute umgebaut zu Wohngebäude, kleiner Laden im Erdgeschoss |
| Haus 5        | Altbau, errichtet zwischen 1953 und 1958 (zivile Adresse Magdalenenstraße 15), seit 1958 Nutzung durch das MfS, zunächst als Wohngebäude für MfS-Mitarbeiter, dann in Büros umgebaut – Fenster im Erdgeschoss vergittert, Haustore durch Scheintüren ersetzt                       | Hauptabteilung II des MfS |                                                            | heute wieder zu Wohngebäude zurückgebaut |
| Haus 6        | Altbau, errichtet 1911 (zivile Adresse Magdalenenstraße 13) als Mietwohnhaus, für Nutzung durch MfS umgebaut – Fenster im Erdgeschoss vergittert, Haustore durch Scheintüren ersetzt                                                                                               | Zentrale Auswertungs- und Informationsgruppe des MfS |                                                            | Haus 6 wurde nach Leerstand 2019–2020 abgerissen, heute Parkplatz |
| Haus 7        | Haus (bestehend aus zwei Gebäudeteilen) fertiggestellt 1956, ausgerüstet mit je einem Paternosteraufzug, bei Führungen zugänglich, ab 2015 renoviert | Hauptabteilung XX des MfS (Überwachung von Staatsapparat, Kultur, Kirche, Untergrund, Sport), Arbeitsgruppe Kommerzielle Koordinierung | BStU (seit 1992)                                           | ab 4. September 1990 durch Bürgerrechtler besetzt, seit 2015 als Baudenkmal unter Denkmalschutz, heute Ausstellung „Einblick ins Geheime“ über das Stasi-Unterlagen-Archiv |
| Haus 8        | Haus (bestehend aus vier Gebäudeteilen) als Plattenbau Typ WBS 70 zusammen mit Haus 9 fertiggestellt 1984 anstelle der abgerissenen Altbauten Magdalenenstraße 3–11 (Baujahr um 1907), bei Führungen zugänglich, ab 2015 renoviert                                                 | MfS-Karteien- und Archivgebäude, darin u. a. EDV-Datenspeicher der Zentralen Auswertungs- und Informationsgruppe des MfS und Abteilung XIII (Zentrale Rechenstation des MfS) | BStU                                                       | heute Stasi-Unterlagen-Archiv des Bundesarchivs |
| Haus 9        | Haus zusammen mit Haus 8 fertiggestellt 1984, vorher Hofflächen | Abteilung XII (Auskunft/Speicher/Archiv, verantwortlich für Nachweisführung, Auskünfte über erfasste Personen und registrierte Akten) | BStU                                                       | heute Büros des Stasi-Unterlagen-Archivs des Bundesarchivs |
| Haus 10       | Haus zusammen mit Haus 11 errichtet 1980–1984, vorher Hofflächen | Verwaltung Rückwärtige Dienste des MfS (Baureparaturen, Garagen, Energie-, Wasser- und Wärmeversorgung) | Verwaltungssitz der Deutschen Bahn AG                      | Nutzung durch Deutsche Bahn AG 2003–2011, heute Nutzung für Haustechnik und kleinteiliges Gewerbe |
| Haus 11       | Haus zusammen mit Haus 10 errichtet 1980–1984, vorher Hofflächen | Abteilung XII des MfS |                                                            | heute Nutzung für Haustechnik und kleinteiliges Gewerbe |
| Haus 12       | Altbau, errichtet vor 1907 (Eckhaus Magdalenenstraße 1/Frankfurter Allee 189), 1982 vom MfS übernommen und 1984–1986 in Büros umgebaut – Fenster im Erdgeschoss vergittert, Haustore durch Scheintüren ersetzt                                                                     | Zentrale Koordinierungsgruppe des MfS (Bekämpfung von Republikflucht, Bearbeitung von Ausreiseanträgen), Verwaltung Rückwärtige Dienste des MfS |                                                            | in den 1990er Jahren Nutzung durch Apotheke und Bezirksamt Lichtenberg, heute größtenteils Leerstand |
| Häuser 13, 14 | beide Häuser (zivile Adresse Frankfurter Allee 183–187) fertiggestellt in den 1960er Jahren, zunächst als Wohngebäude für MfS-Mitarbeiter genutzt, dann in Büros umgebaut | Operativ-Technischer Sektor des MfS, Hauptabteilung XVIII des MfS (Sicherung der Volkswirtschaft: Sicherung der Rüstungsbetriebe, Überwachung der Industrie-, Landwirtschafts-, Finanz- und Handelsministerien, der Zollverwaltung, von Nomenklaturkadern, des Militärbauwesens, des HO-Spezialhandels mit der GSSD sowie der Außenhandelsbetriebe der DDR), Verwaltung Rückwärtige Dienste des MfS |                                                            | heute größtenteils Leerstand |
| Haus 15       | Haus (bestehend aus vier Gebäudeteilen) errichtet als Plattenbau Typ WBS 70 vom VEB Spezialhochbau Berlin, fertiggestellt 1978 | Hauptverwaltung A des MfS (Auslandsspionage) | Verwaltungssitz der Deutschen Bahn AG                      | Nutzung durch Deutsche Bahn AG 2003–2011, ab Ende 2015 als Unterkunft für Flüchtlinge (aus Syrien, Afghanistan, Pakistan und Eritrea), heute überwiegend Leerstand. Das Gebäude steht als Baudenkmal unter Denkmalschutz. Im Innenhof (Hof 6) wurde von der Deutschen Bahn AG ein großflächiges, niedriges Gebäude als Betriebskantine errichtet. |
| Haus 16       | Haus errichtet als Plattenbau Typ WBS 70 vom VEB Spezialhochbau Berlin, fertiggestellt 1978 | Hauptabteilung XVIII des MfS, SED-Leitungsbüro, FDJ-Leitungsbüro | Verwaltungssitz der Deutschen Bahn AG                      | Nutzung durch Deutsche Bahn AG 2003–2011, heute überwiegend Leerstand. Das Gebäude steht als Baudenkmal unter Denkmalschutz. |
| Haus 17       | Haus (zivile Adresse Ruschestraße 103) errichtet als Plattenbau Typ WBS 70 vom VEB Spezialhochbau Berlin, fertiggestellt bis 1978 | Haupttor des MfS-Komplexes (Tor 13), Zentrale Besucheranmeldung des MfS, Zentrale Arbeitsgruppe Geheimnisschutz des MfS | Ärztezentrum, Apotheke                                     | Zugangspunkt der Demonstranten beim Sturm auf die Zentrale am 15. Januar 1990, heute Nutzung durch Ärztezentrum, Apotheke, Robert-Havemann-Gesellschaft. Das Gebäude steht als Baudenkmal unter Denkmalschutz. |
| Haus 18       | Haus mit 6500 m² Nutzfläche, errichtet 1979–1982 vom VEB Spezialhochbau Berlin anstelle der denkmalgeschützten Wohnhäuser von Bruno Taut und der Neuapostolischen Kirche (Normannenstraße 19–20), die dafür abgerissen wurden. Mit Haus 2 durch eine Gebäudebrücke verbunden.      | MfS-Dienstleistungs- und Versorgungsgebäude: Verwaltung Rückwärtige Dienste des MfS, Zentraler Medizinischer Dienst des MfS, Kaufhalle, Ladenzeile für MfS-Mitarbeiter, Konferenzzentrum | Lichtenberg Congress Center, DEVK, Filiale der Sparda-Bank | Lichtenberg Congress Center bald nach 2012 geschlossen, heute überwiegend Leerstand. Das Gebäude steht als Baudenkmal unter Denkmalschutz. |
| Häuser 19, 20 | Haus 19 (bestehend aus zwei Gebäudeteilen) fertiggestellt 1960, Haus 20 fertiggestellt 1966. | Zentraler Medizinischer Dienst des MfS: Poliklinik | Ärztezentrum                                               | heute Nutzung durch verschiedene Arztpraxen und Campus für Demokratie, Gebäude steht als Baudenkmal unter Denkmalschutz, |
| Haus 21       | Haus fertiggestellt 1964 | Wachgebäude Ruschestraße und Stützpunkt für das MfS-Wachregiment „Feliks Dzierzynski“ | Verwaltungssitz der Deutschen Bahn AG                      | Nutzung durch Deutsche Bahn AG 2003–2011, heute Nutzung durch Gesundheitszentrum Lichtenberg (Obergeschoss) und Filiale der Sparkasse (Erdgeschoss) |
| Haus 22       | Haus fertiggestellt 1960, bis 1911 Standort einer Windmühle | Speisesaal für MfS-Abteilungsleiter (im Erdgeschoss, 200 Sitzplätze), Konferenzsaal (im Obergeschoss, für Festveranstaltungen und Dienstkonferenzen) | Gaststätte Feldherrenhügel                                 | heute Nutzung als BStU-Besucherzentrum und Informationsstelle des Campus für Demokratie, teilweise Leerstand, seit 2015 als Baudenkmal unter Denkmalschutz |
| Häuser 23–26  | Häuser 23–25 erbaut in den 1960er Jahren, Haus 26 erbaut 1956 | Verwaltung Rückwärtige Dienste des MfS, so diente Haus 23 als Kaufhalle, Haus 24 für Garagen, Haus 25 für Stromversorgung, Haus 26 als Heizhaus. |                                                            | heutige Nutzung: Haus 23 als private Hof/Gartenfläche (Haus abgerissen), Haus 24 steht leer, Haus 25 für Kleingewerbe (GeBe Gebäude- und Betriebstechnik GmbH), Haus 26 für Kleingewerbe (MaBoTex Hönow KG) |
| Häuser 27–29  | nördlich der Normannenstraße gegenüber von Haus 2 | MfS-Abteilung Massenorganisationen (Überwachung u. a. von FDGB und DSF), Bildstelle des MfS, Zentraler Medizinischer Dienst des MfS |                                                            | zu Wohngebäuden zurückgebaut |

Im Jahr 2023 fand auf dem Hofgelände an der Ruschestraße 103 unter dem Namen Campus-Kino erstmalig eine Freiluft-Kino-Veranstaltung über vier Wochen statt. Gezeigt wurden nach 1990 produzierte Filme, die sich mit der DDR-Vergangenheit befassen. Es war ausdrücklich erwünscht, dass die Zuschauer mit den Filmemachern ins Gespräch kommen sollen. Im August 2024 wird ein weiteres Campus-Kino mit den gleichen Zielen organisiert.

### Teilobjekt Gotlindestraße
Die Gebäude des ebenfalls zur Zentrale des Ministeriums für Staatssicherheit gezählten Teilobjekts Gotlindestraße befanden sich rund 500 m nördlich des MfS-Komplexes an der Normannenstraße, jenseits des Hans-Zoschke-Stadions, und wurden überwiegend in der Zeit zwischen 1975 und 1985 errichtet.
| Bezeichnung   | Baudaten                                                                  | Nutzung 1989 | Nutzung 2011       | Kommentar |
| ------------- | ------------------------------------------------------------------------- | --- | ------------------ | --------- |
| Haus 40       | Haus errichtet 1975–1979 in Leichtbauweise                                | Hauptabteilung VII des MfS (Sicherung des Ministeriums des Innern und der Volkspolizei) |                    |           |
| Haus 41       | Haus errichtet 1975–1979 in Leichtbauweise                                | MfS-Abteilung Finanzen |                    |           |
| Haus 42       | Haus errichtet 1975–1979 in Leichtbauweise                                | MfS-Abteilung N (Sicherstellung des Nachrichtenwesens des MfS) |                    |           |
| Haus 43       |                                                                           | MfS-Nachrichtenfunktionsgebäude |                    |           |
| Haus 44       |                                                                           | Stützpunkt für das MfS-Wachregiment „Feliks Dzierzynski“ |                    |           |
| Haus 45       | Haus errichtet bis 1985 in Plattenbauweise                                | Verwaltung Rückwärtige Dienste des MfS |                    |           |
| Häuser 46, 47 | beide Häuser errichtet bis 1985 in Plattenbauweise                        | MfS-Abteilung M (Leitung der Postkontrolle in der DDR) |                    |           |
| Häuser 48, 49 | beide Häuser errichtet bis 1985 in Plattenbauweise, ein Paternosteraufzug | Hauptabteilung XIX des MfS (Überwachung von Interflug, Reichsbahn, Binnen- und Seeschifffahrt, Post- und Fernmeldewesen), Hauptabteilung Kader und Schulung des MfS, Funkaufklärung des MfS, Abteilung 26 (Telefonüberwachung und Abhörmaßnahmen) | Agentur für Arbeit |           |

Bildergalerie
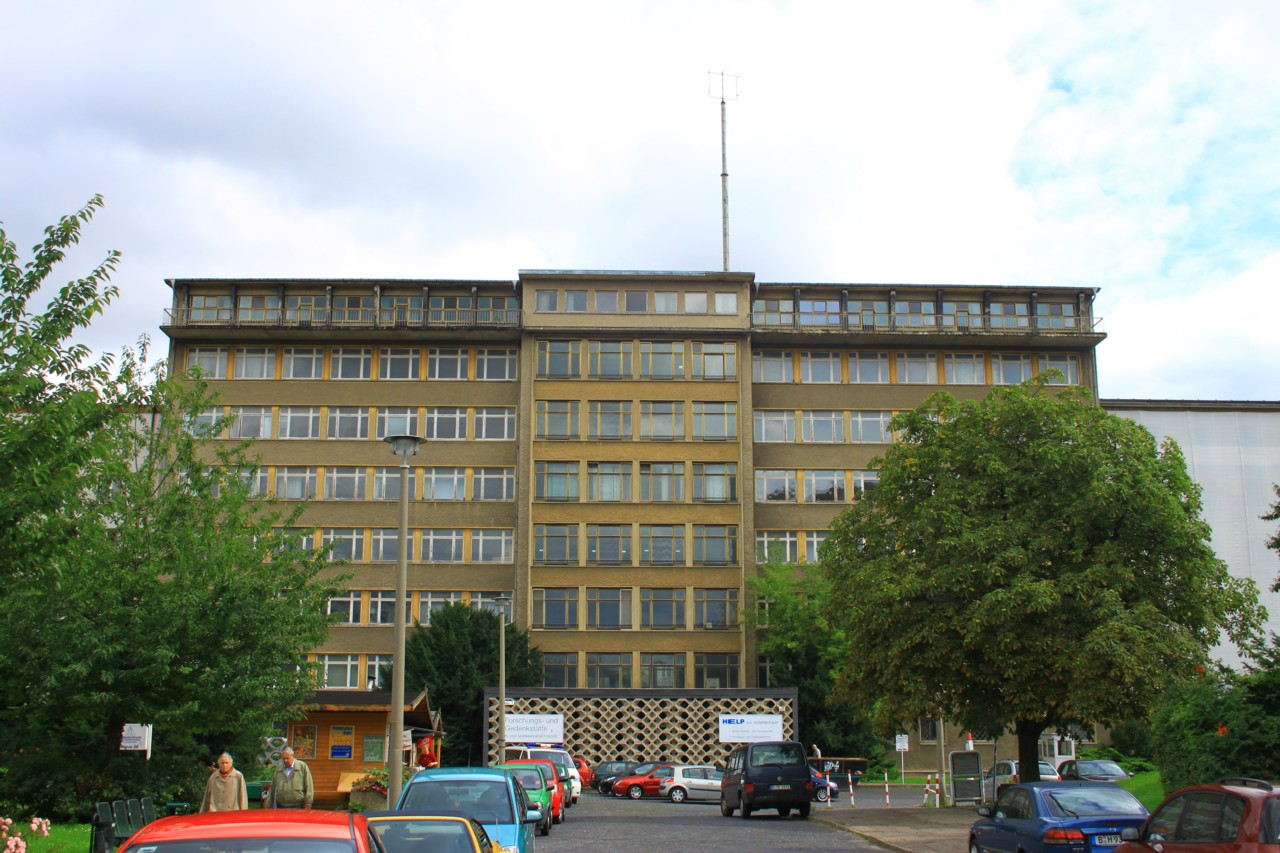
Haus 1
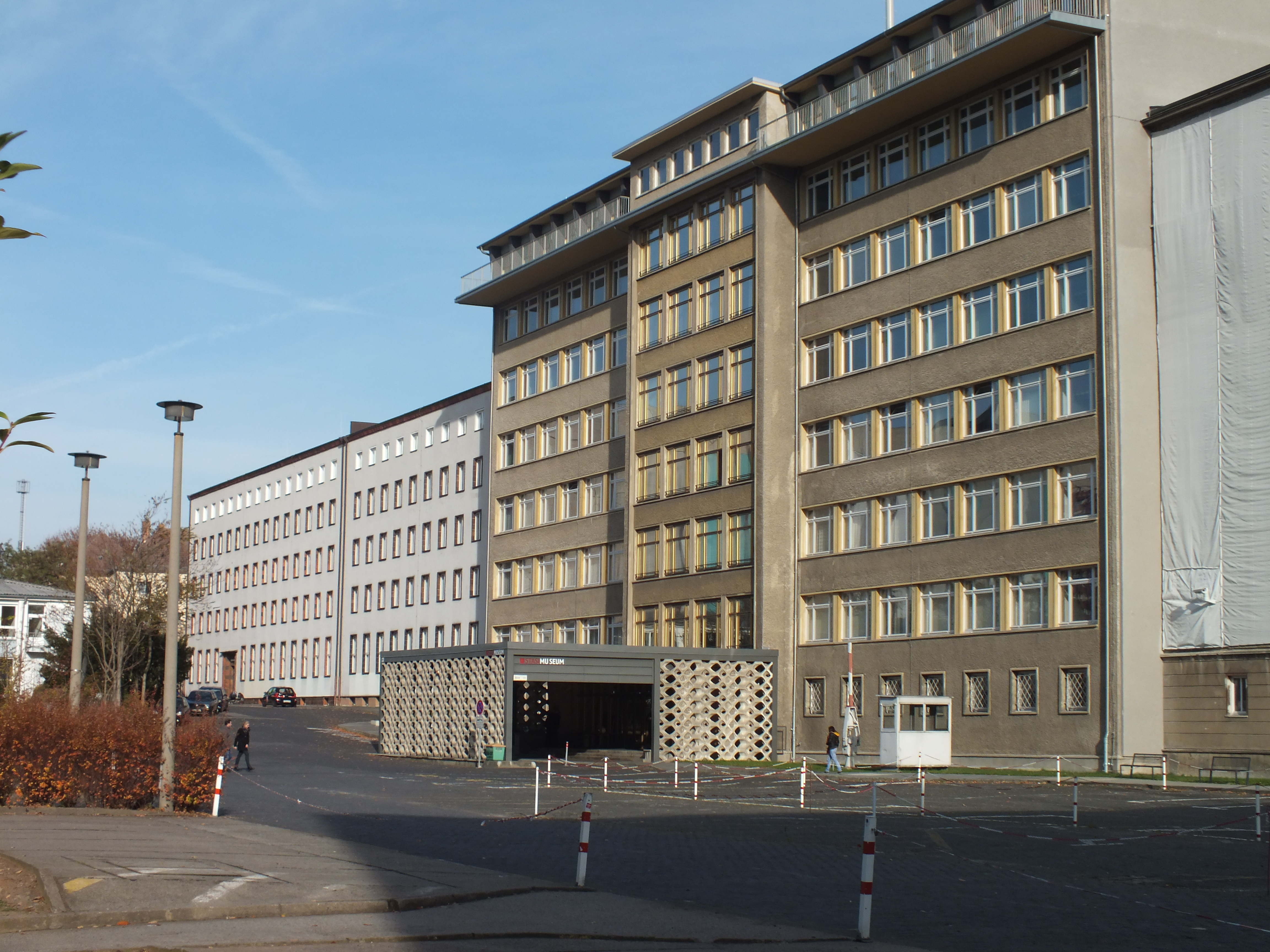
Haus 2 (links) und Haus 1 (rechts)
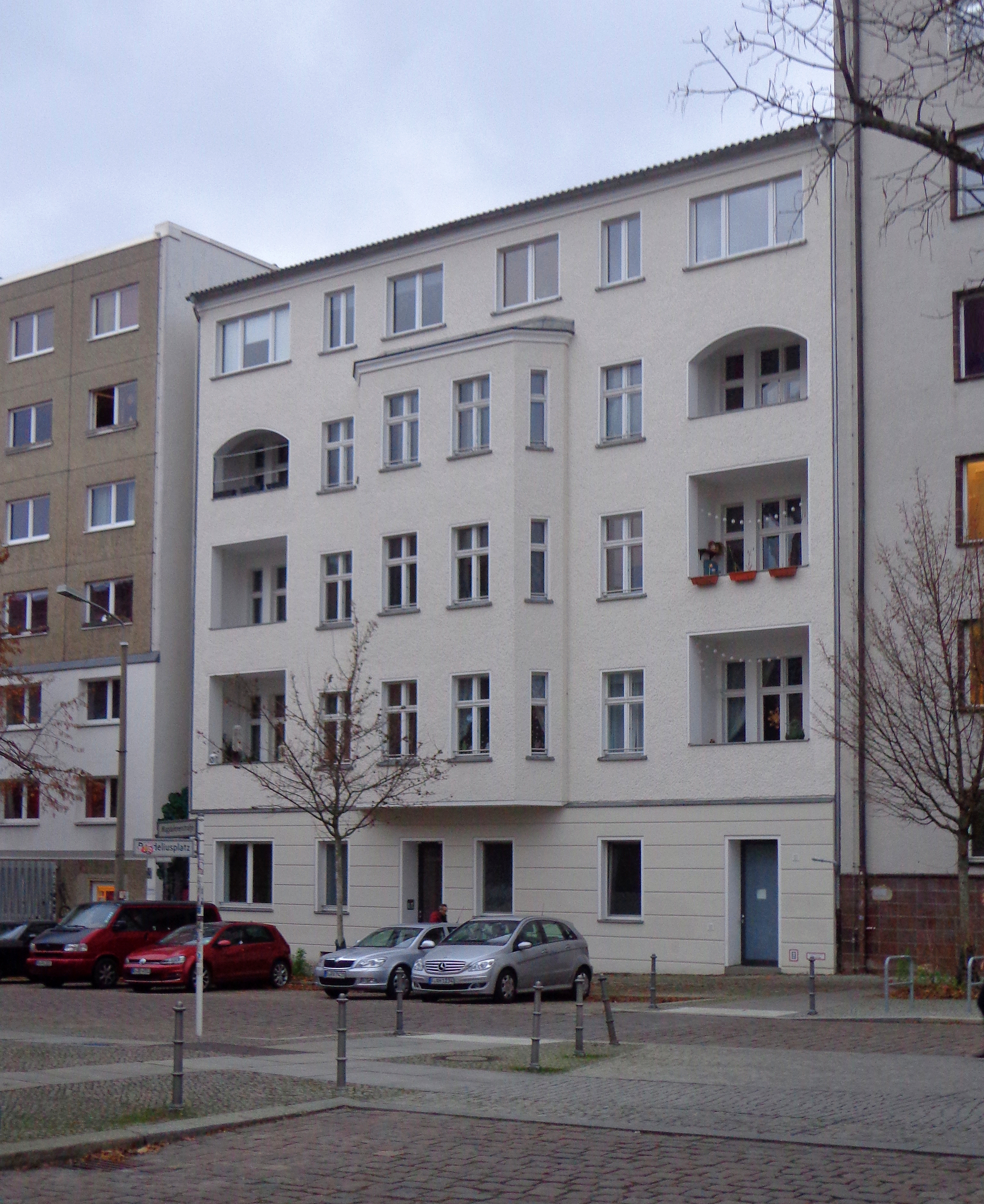
Haus 3
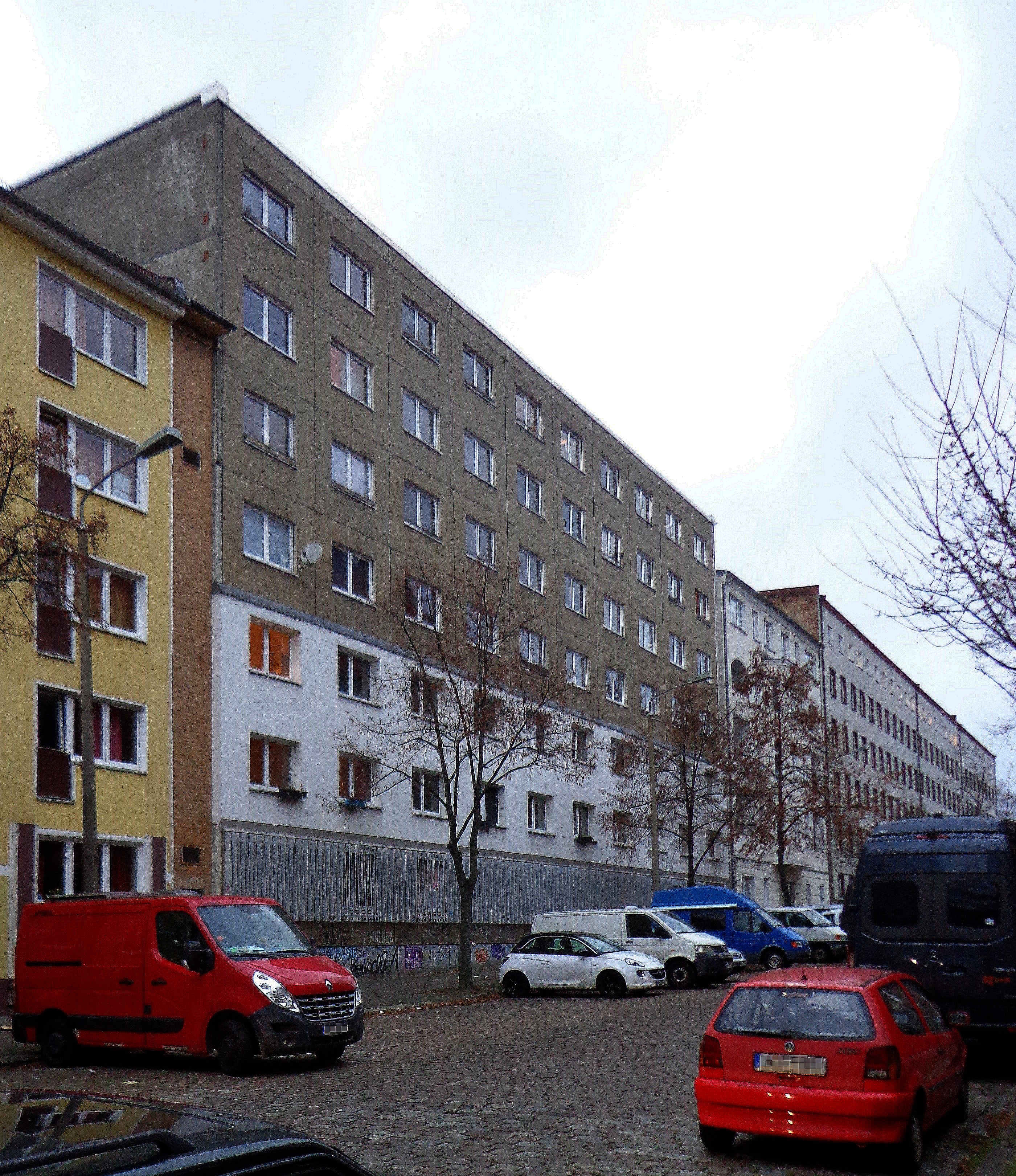
Haus 4
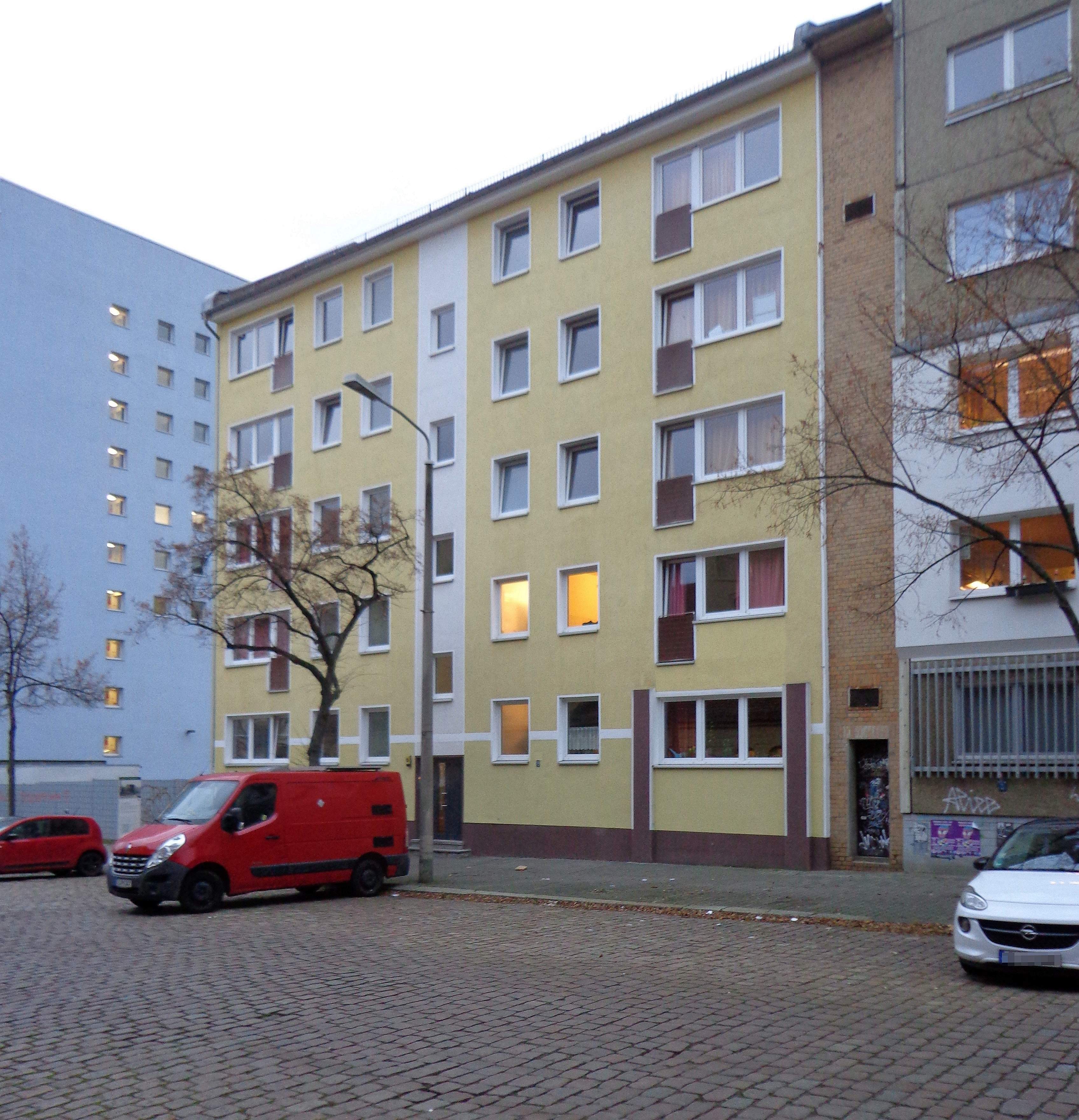
Haus 5
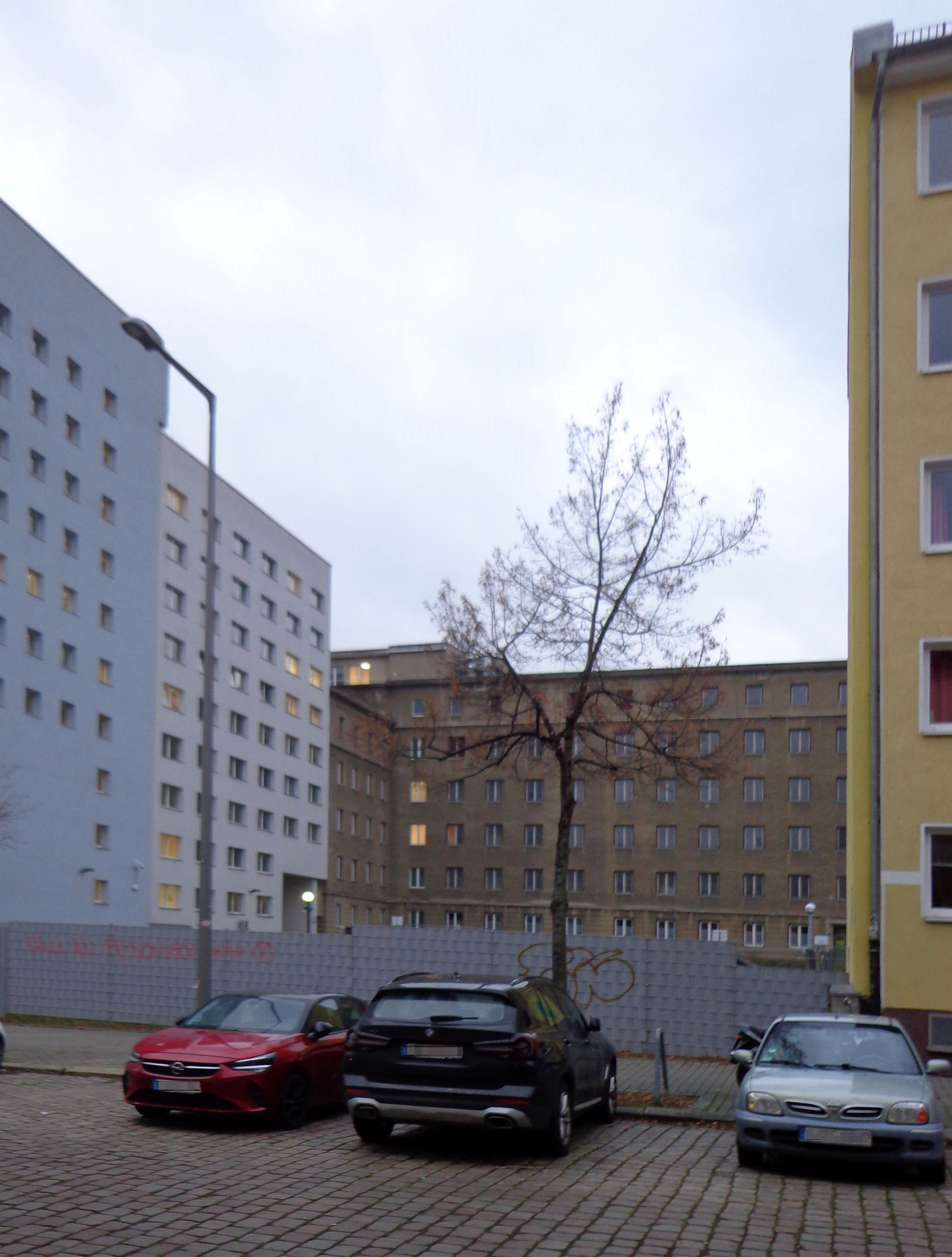
Standort des 2019–2020 abgerissenen Haus 6
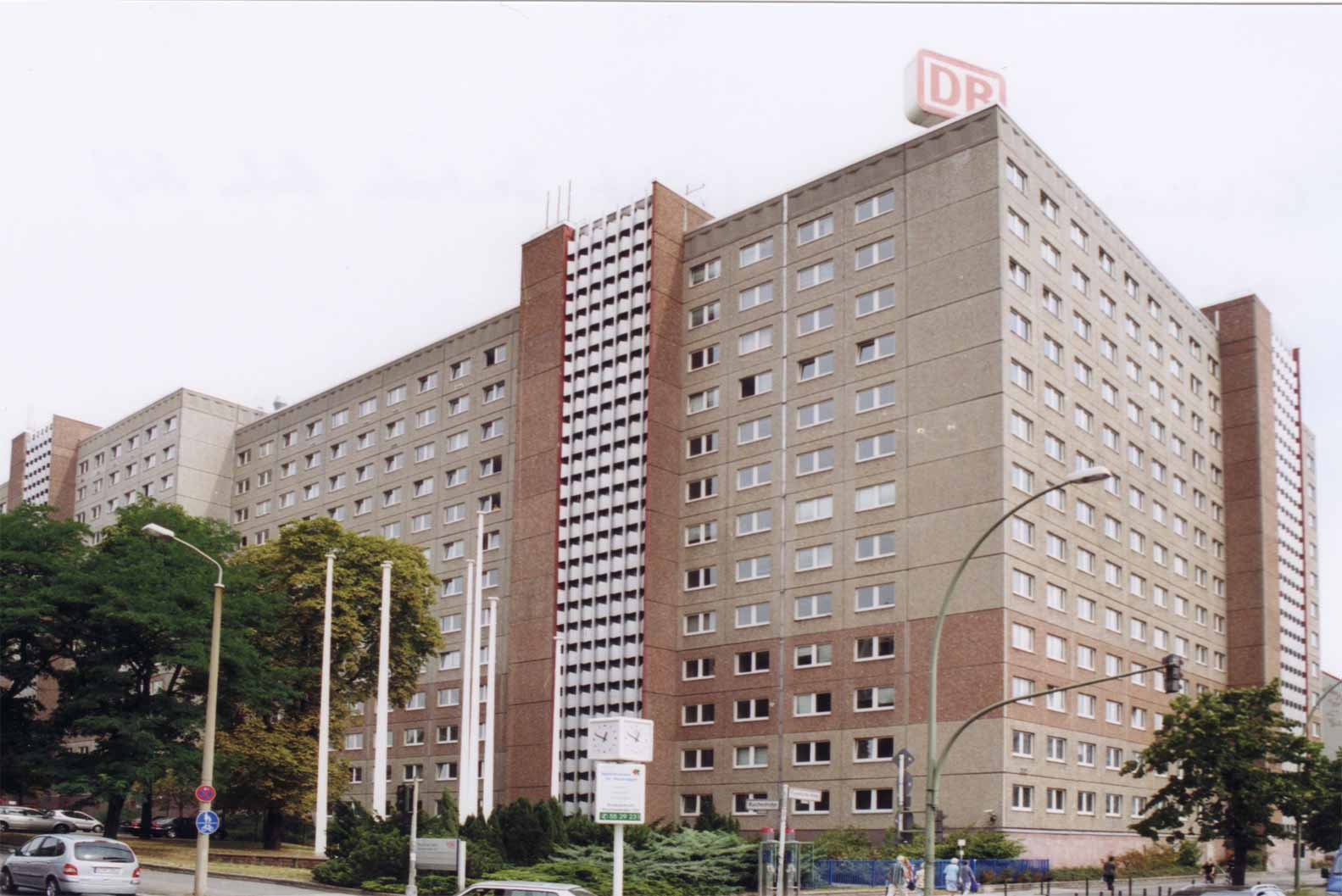
Haus 15
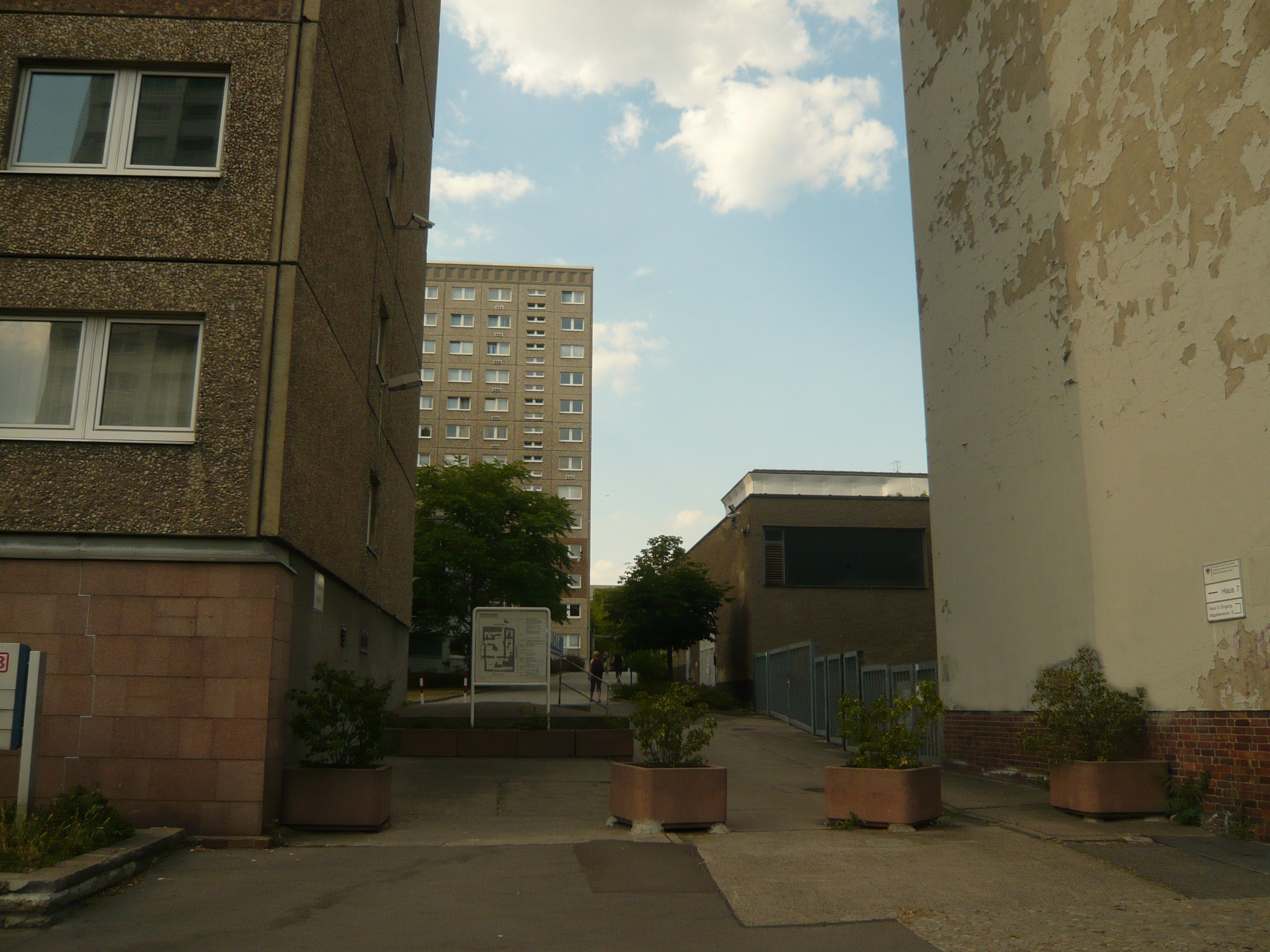
Innenhof (Hof 6)
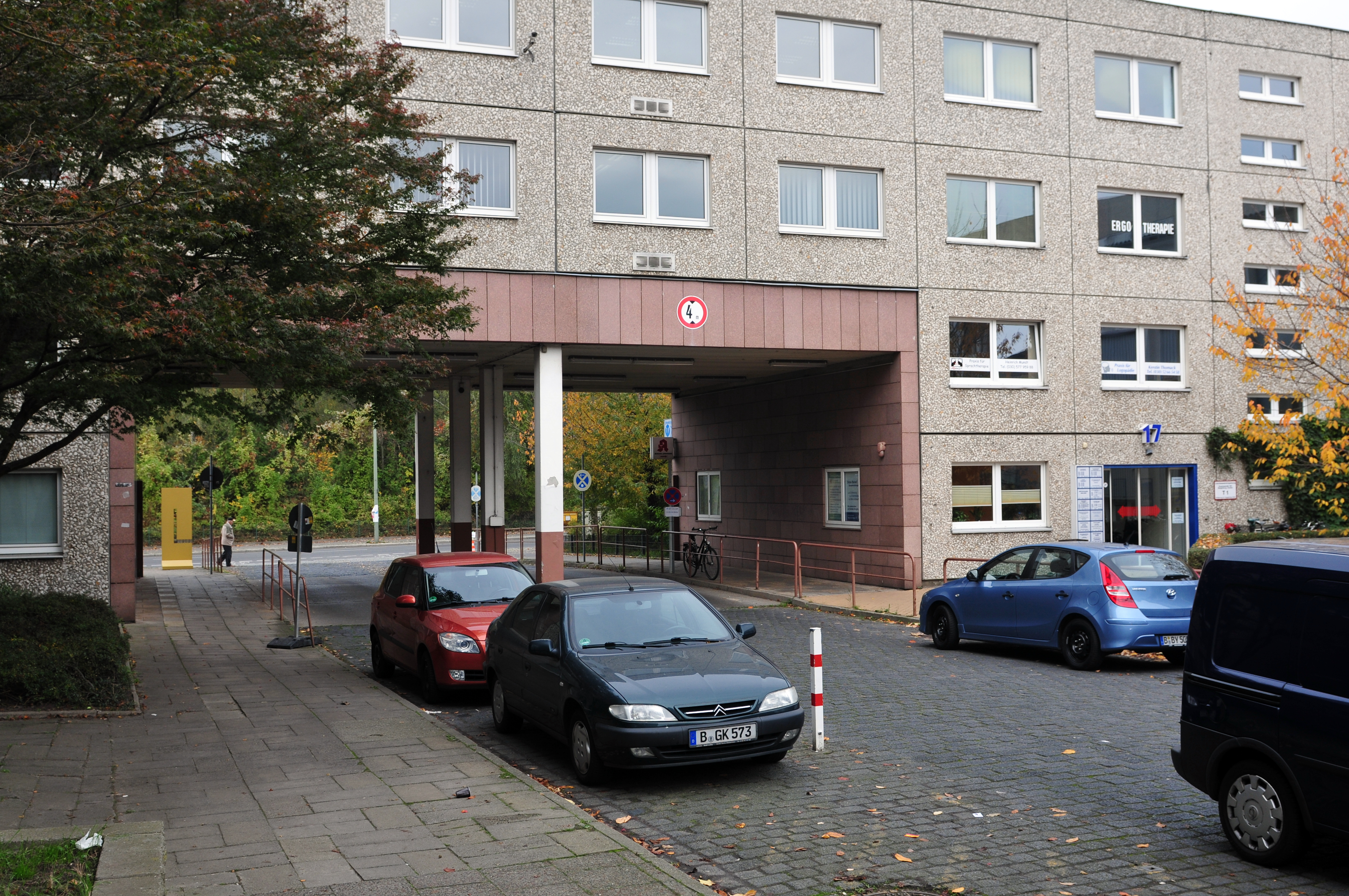
Haus 17 (Haupttor des MfS-Komplexes)
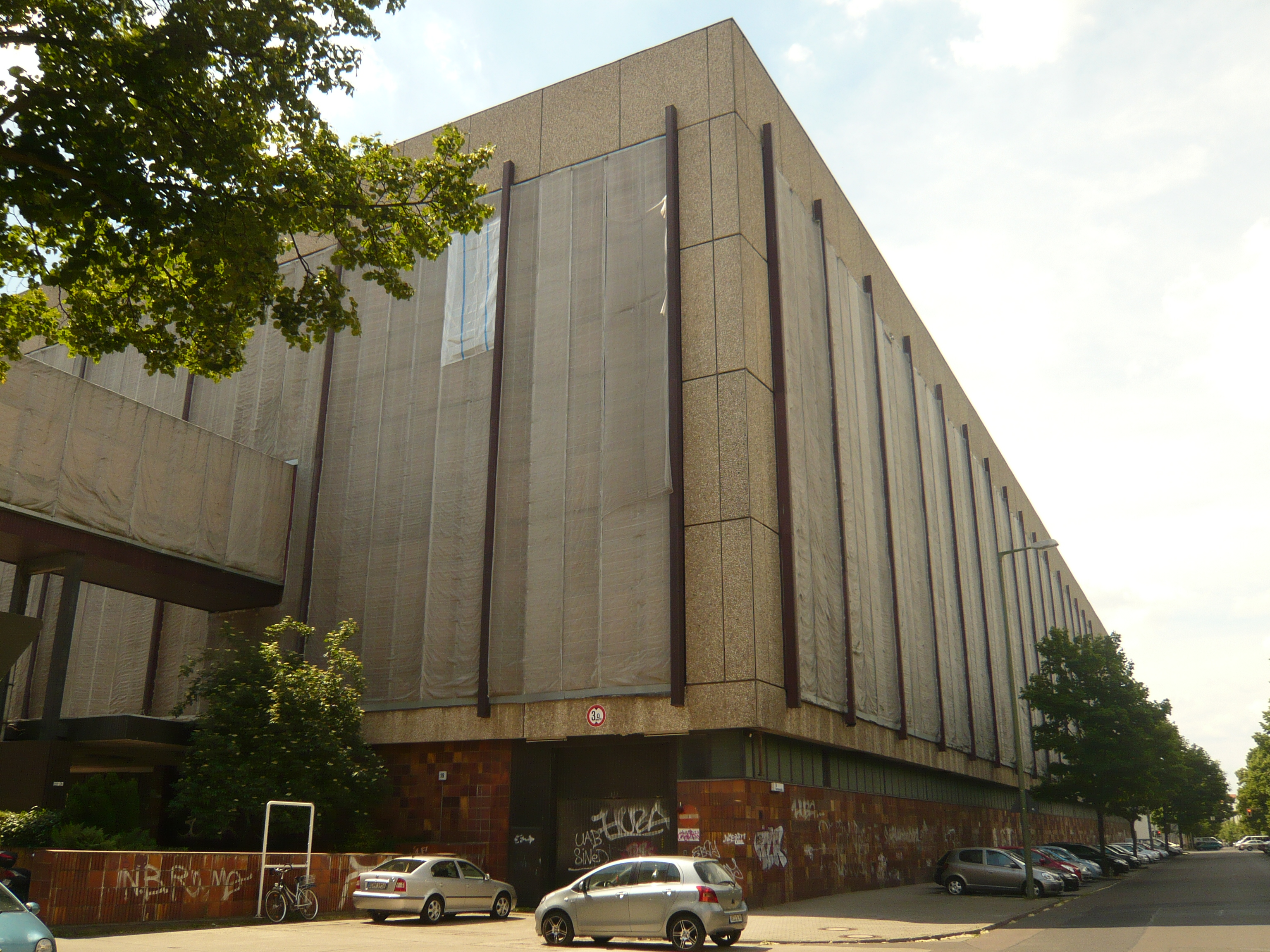
Haus 18, rechts die  Normannenstraße
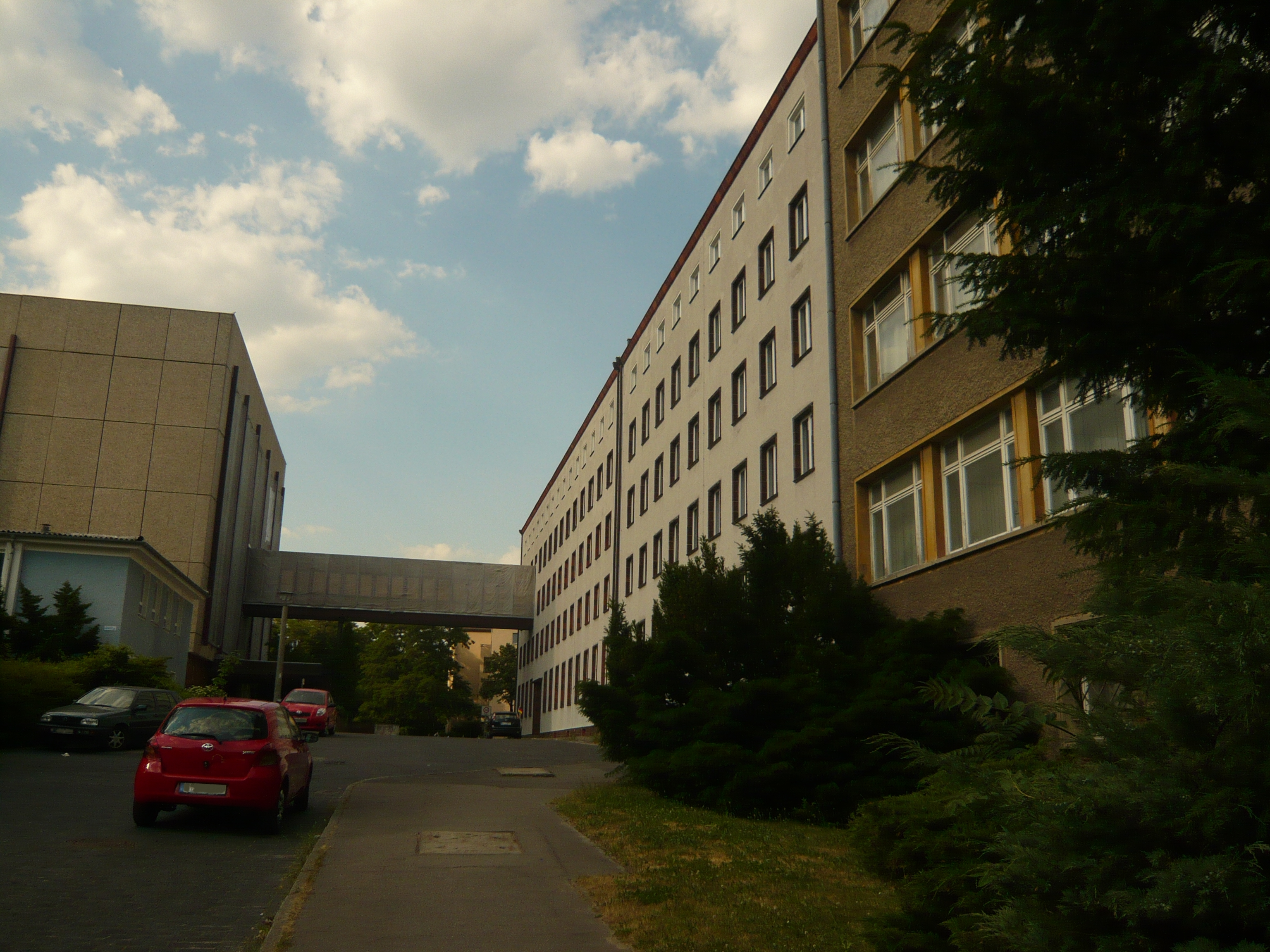
Gebäudebrücke zwischen Haus 18 (links) und Haus 2 (rechts)
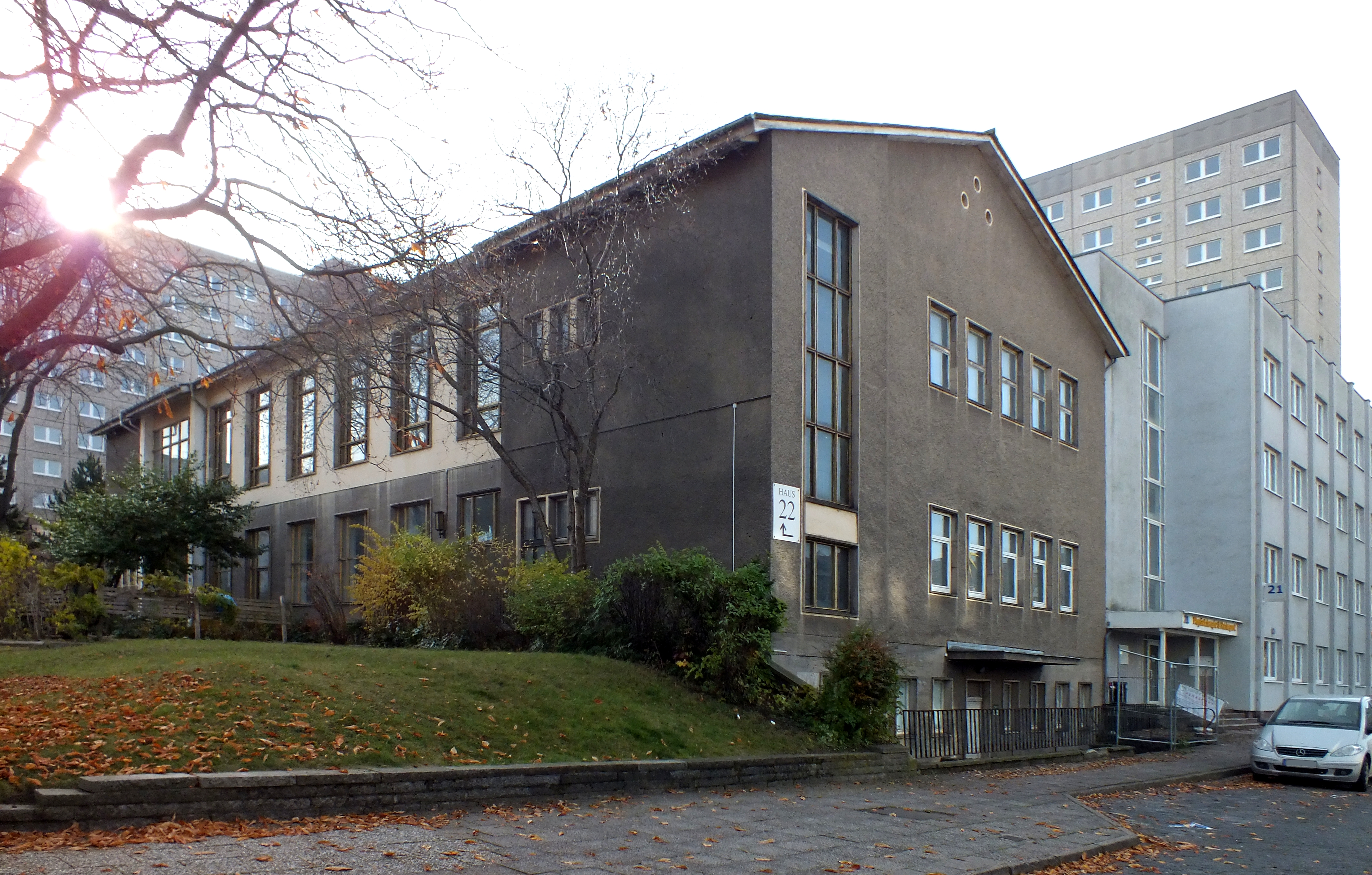
Haus 22
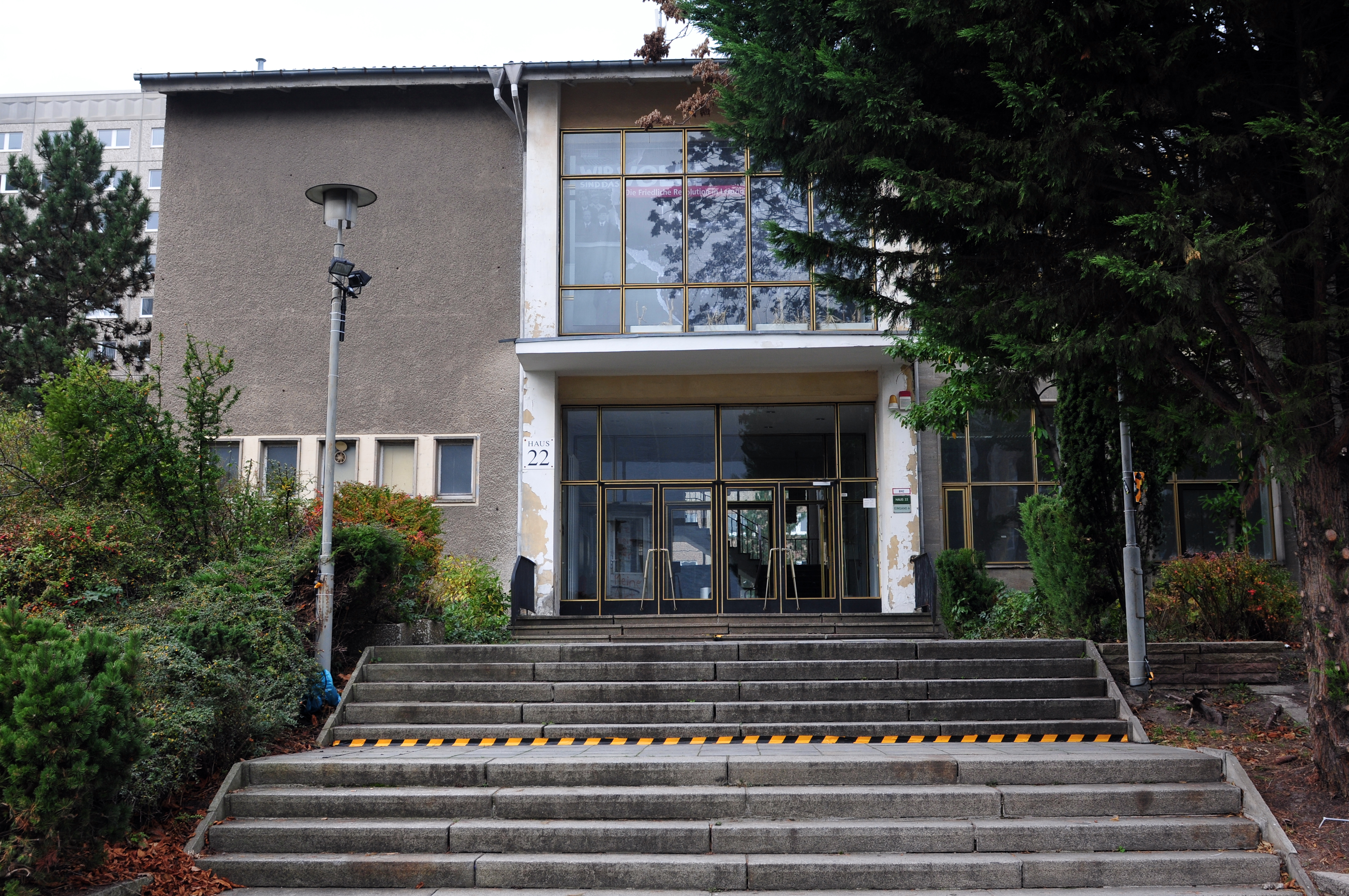
Haus 22 (Eingangsbereich)
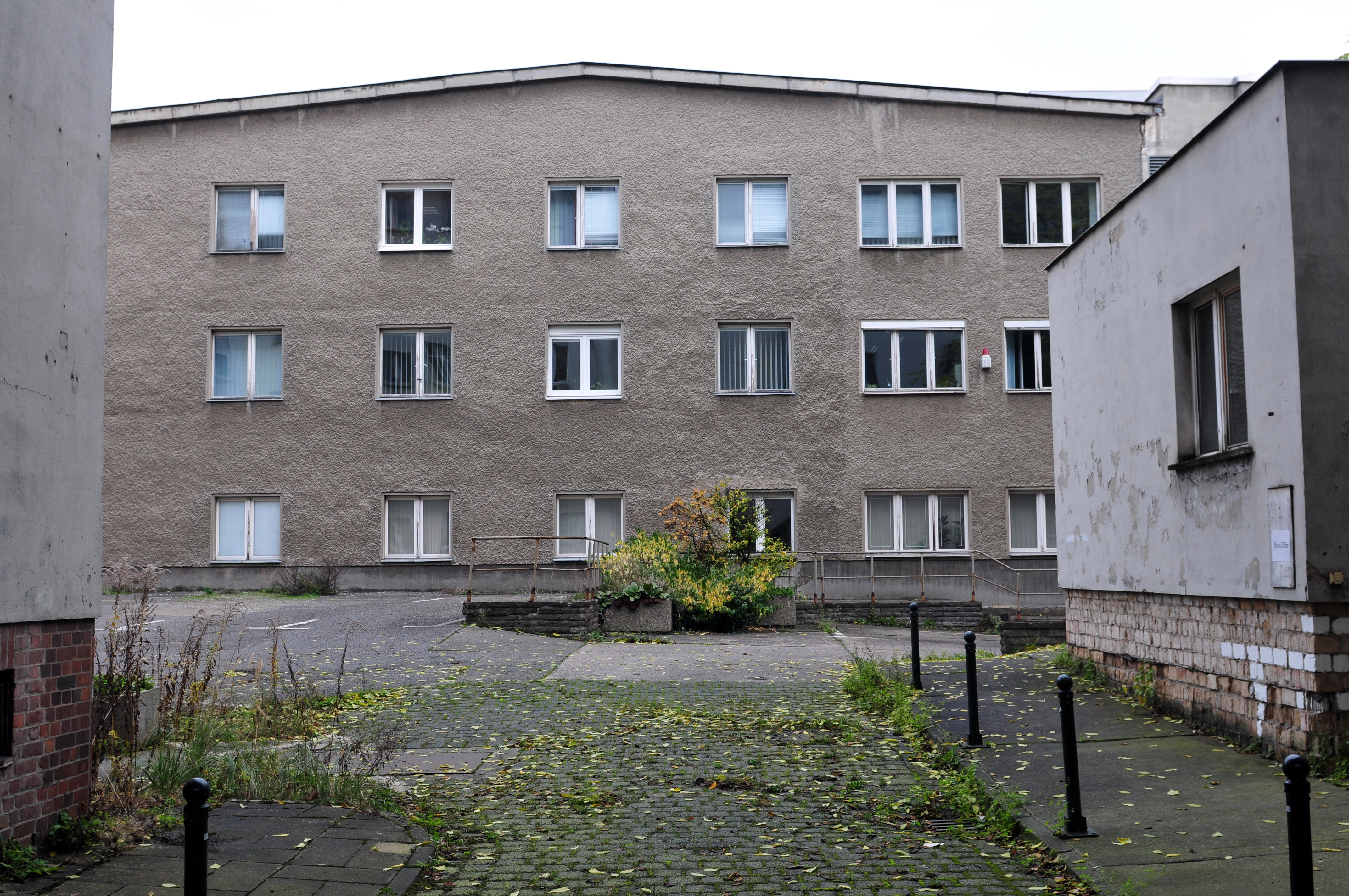
Haus 25
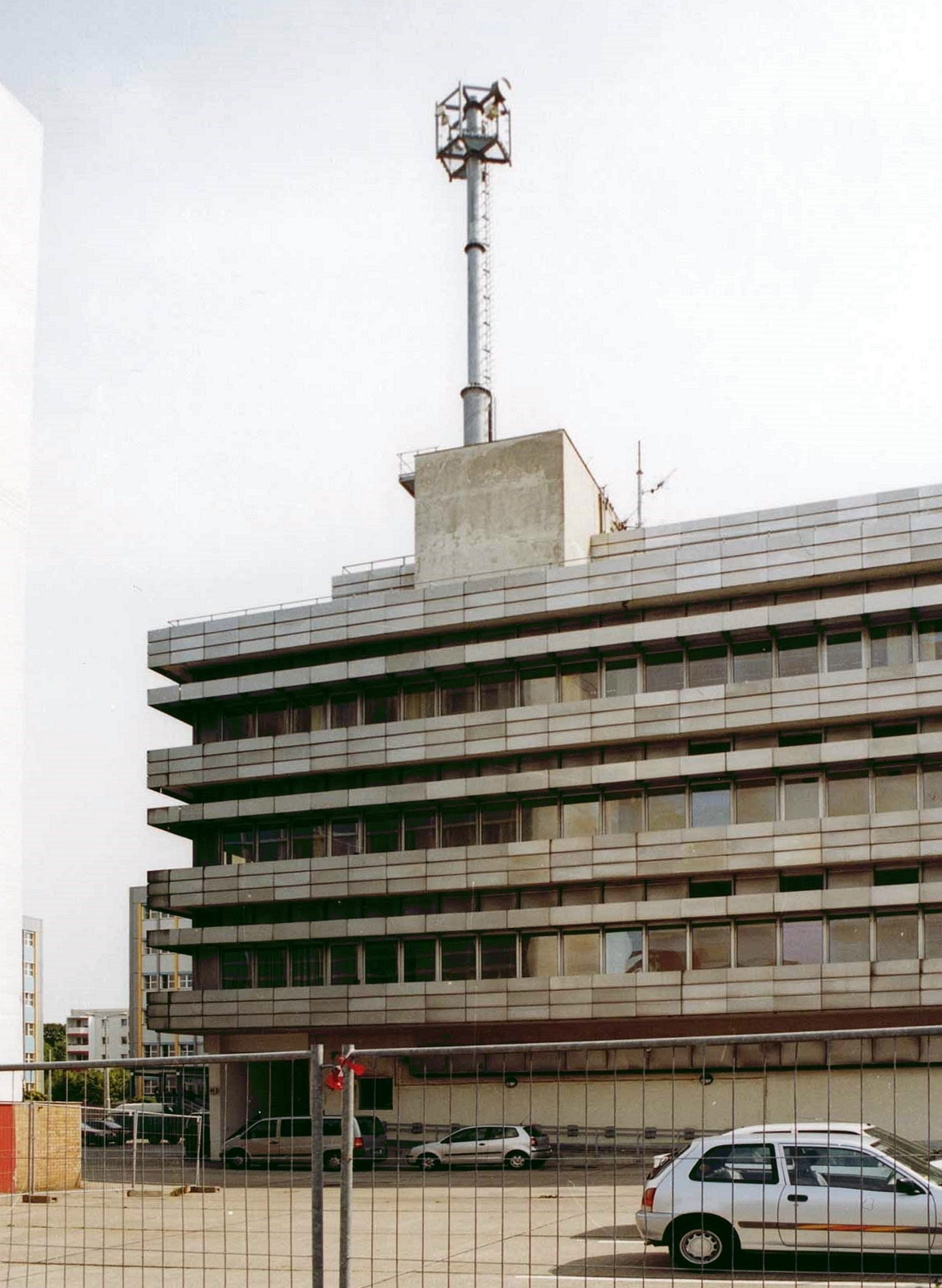
Haus 43
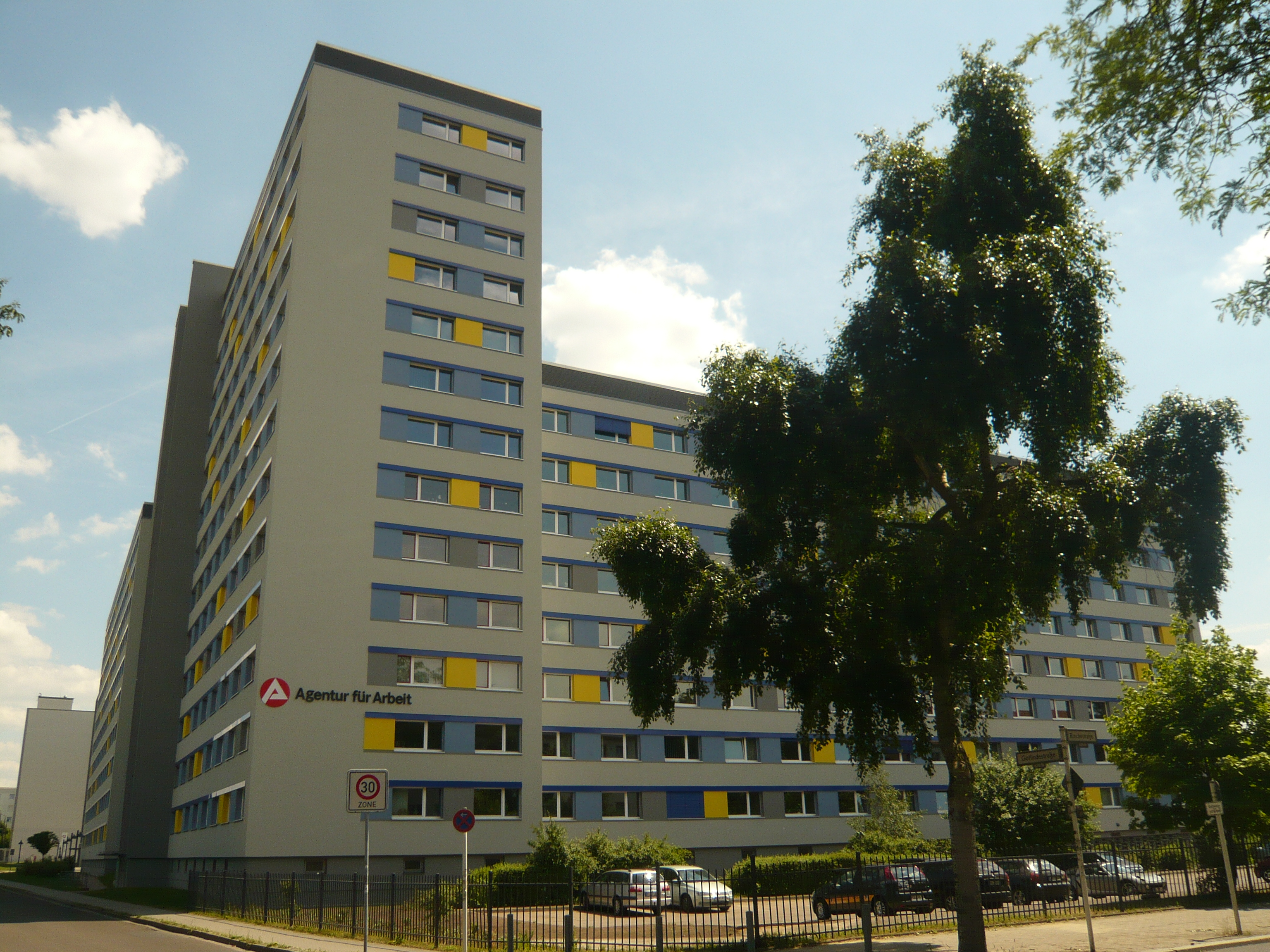
Häuser 48 und 49

## Umgebung

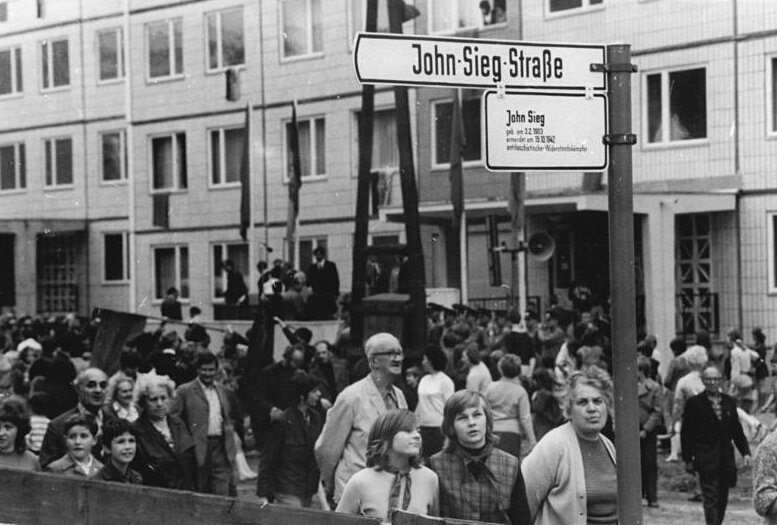
Namensgebung der John-Sieg-Straße, 1972

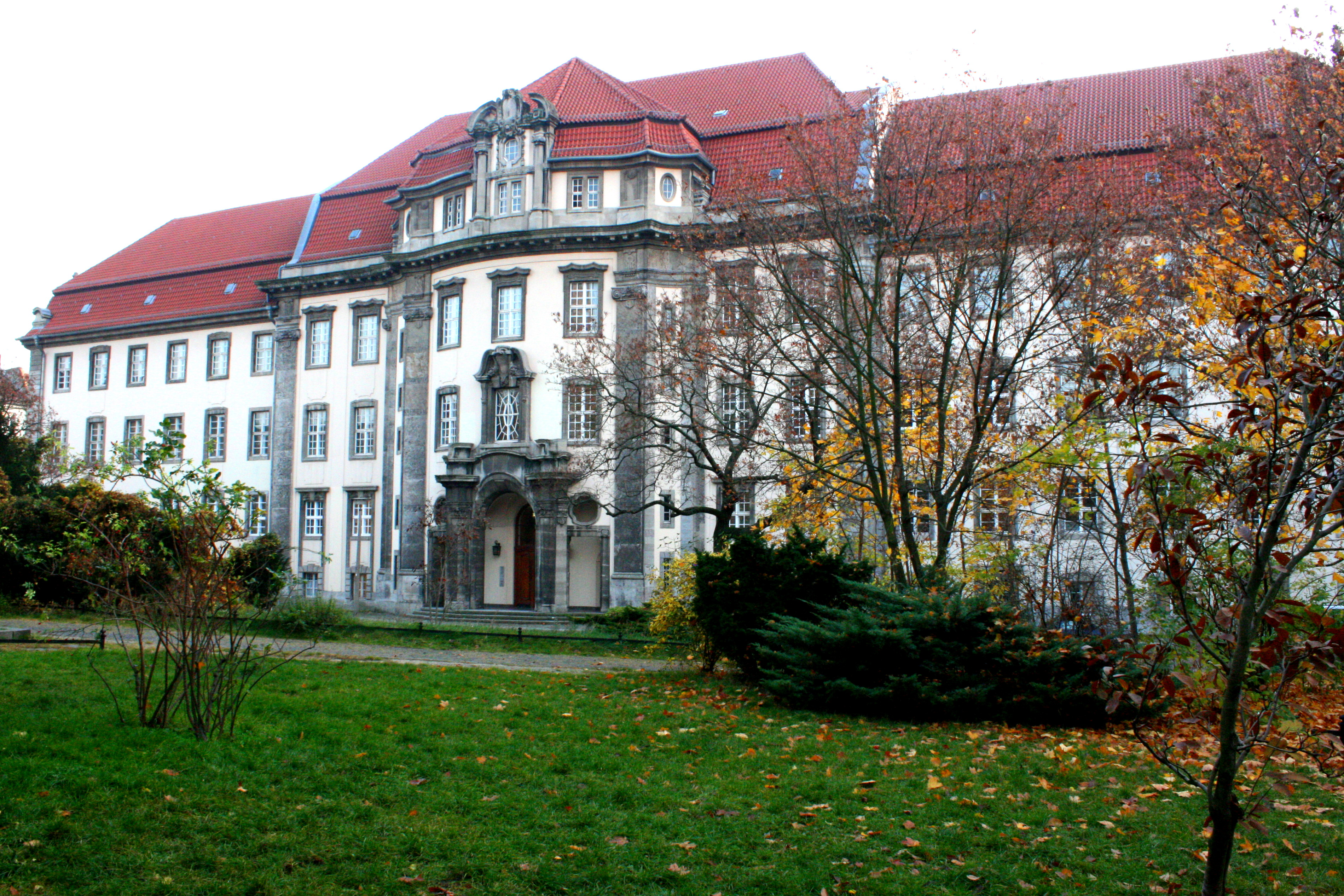
Amtsgericht Lichtenberg

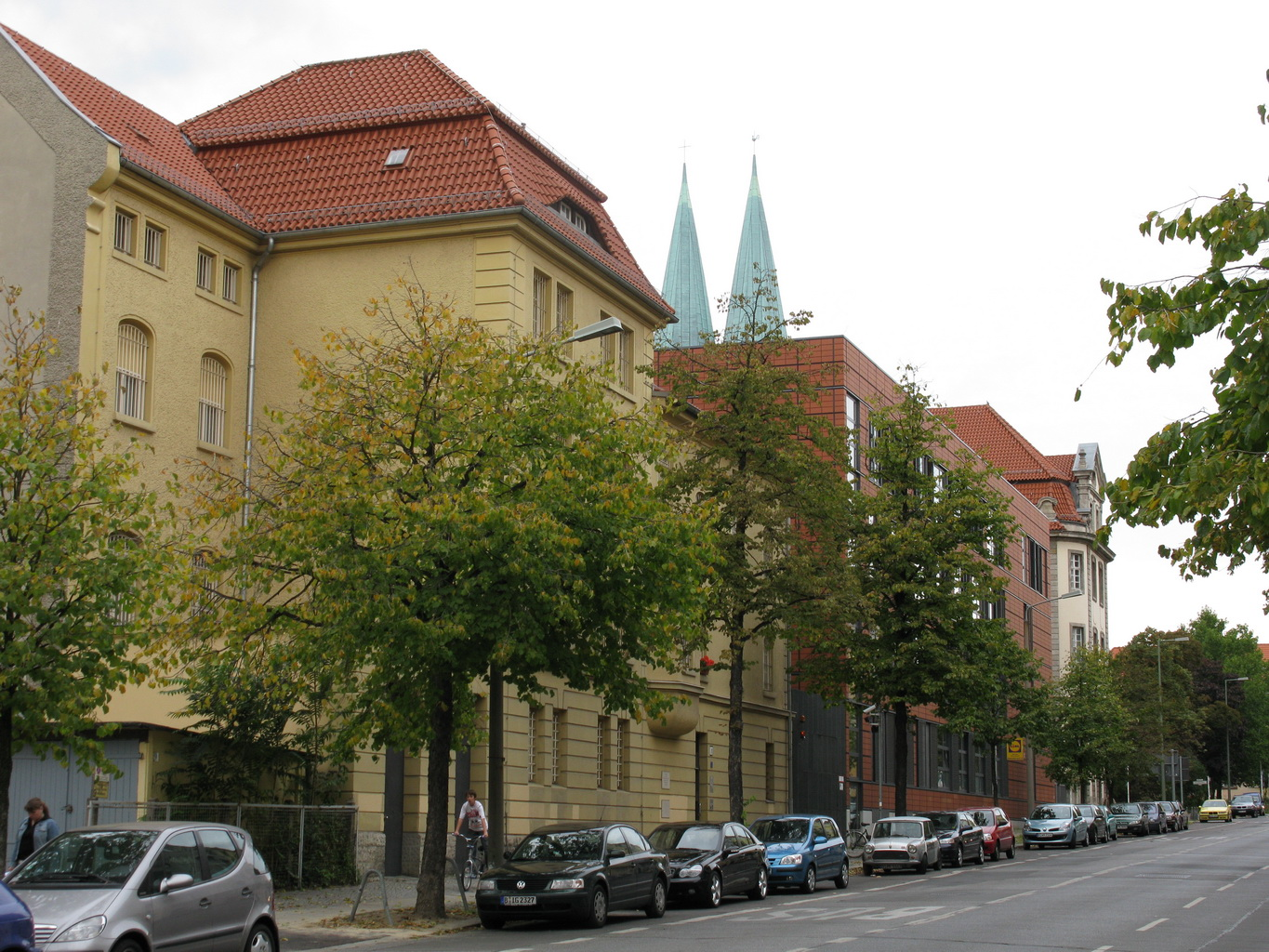
Ehemalige Untersuchungshaftanstalt II des MfS

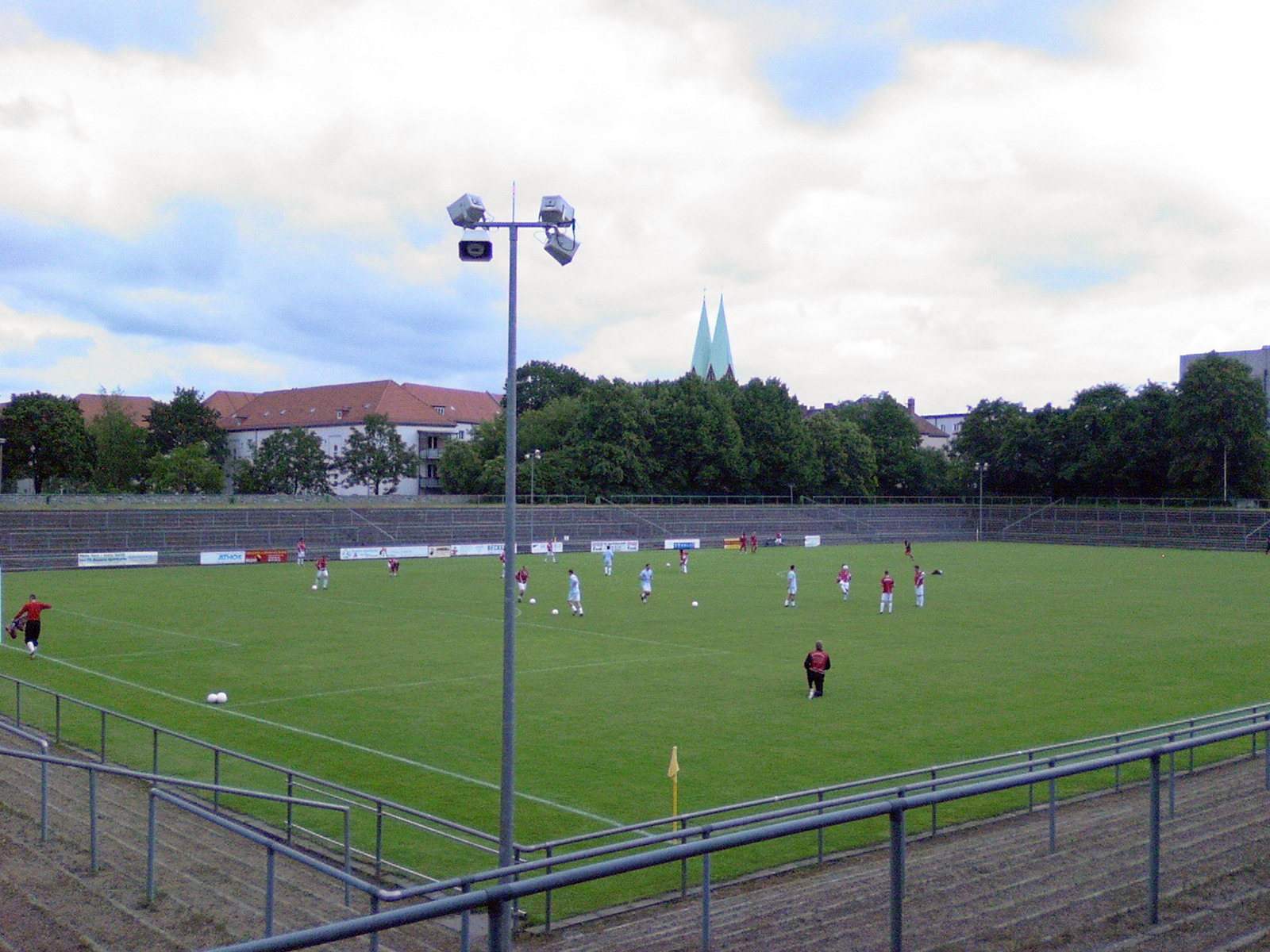
Hans-Zoschke-Stadion

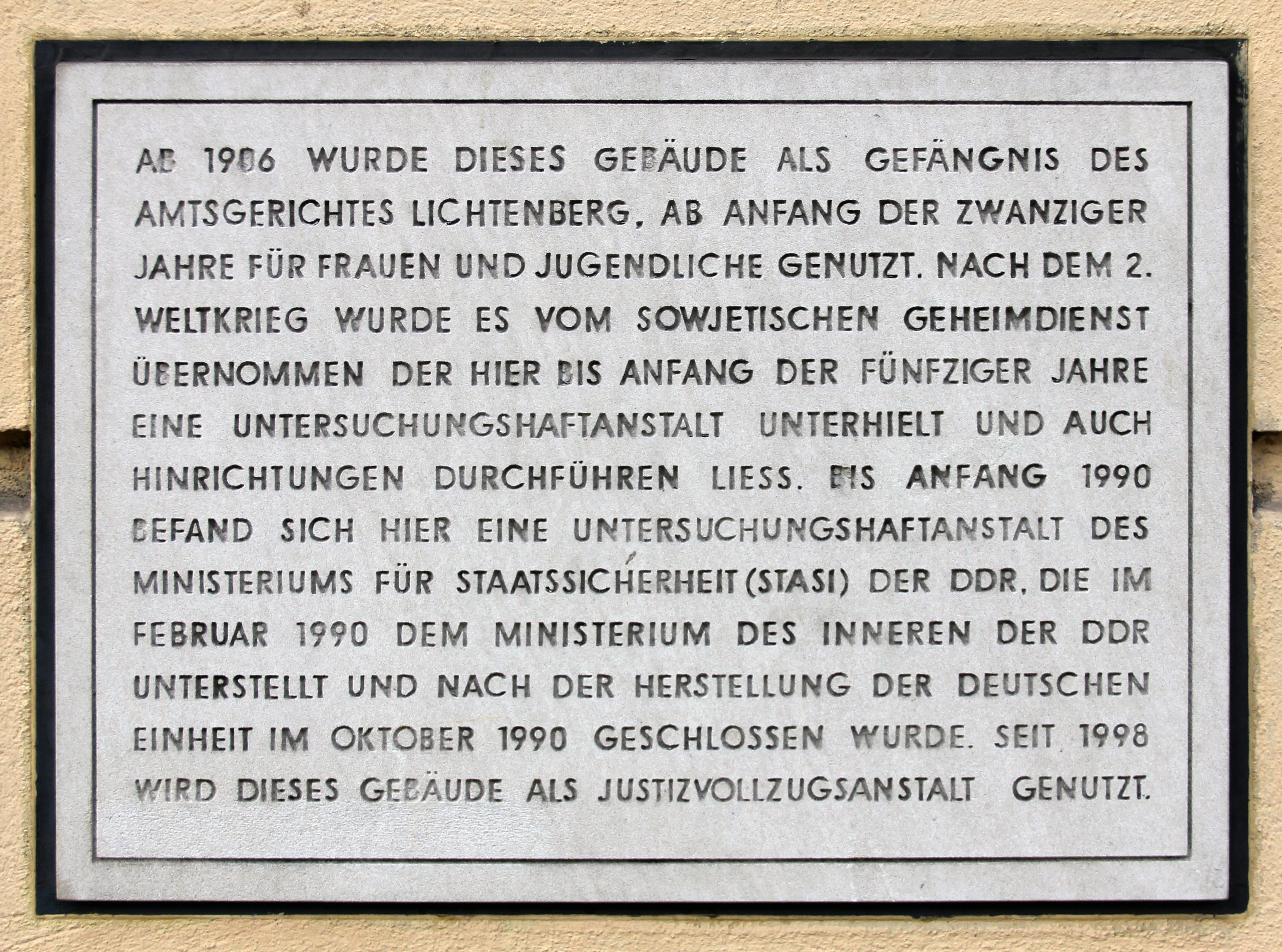
Gedenktafel an der ehemaligen Untersuchungshaftanstalt II des MfS

Die Zentrale des Ministeriums für Staatssicherheit in Berlin-Lichtenberg war bis 1989 von einer streng bewachten Sperrzone umgeben, die bis zuletzt erweitert und perfektioniert wurde und durch die sie sich dem Blick Außenstehender weitgehend entzog. Für die Zufahrtstraßen zum Häuserblock zwischen Frankfurter Allee, Magdalenenstraße, Normannenstraße und Ruschestraße galt ein eigenes Sicherheitsreglement, das die Ein- und Durchfahrt weitestgehend untersagte.
Jenseits der Sperrzone war die Gegend zwischen den Bahnhöfen Lichtenberg und Frankfurter Allee eher vorstädtisch geprägt, d. h. es gab dort zahlreiche Wohnstraßen und Häuser mit Kleingärten. Auch westlich des MfS-Komplexes, im Bereich zwischen der Ruschestraße und dem Rathaus Lichtenberg, ist die Bebauung durch mehrere große Grünanlagen (u. a. den Rathauspark) aufgelockert.
Durch den vom MfS gezielt betriebenen Zuzug seiner Mitarbeiter änderte sich der Charakter der Gegend im Laufe der Jahrzehnte stark. In den Straßenzügen rund um die Zentrale wurden seit den 1960er Jahren immer mehr Wohnungen an diesen Personenkreis vergeben. Im Bereich Frankfurter Allee Süd, südlich des MfS-Komplexes, und davon nur durch die Frankfurter Allee getrennt, entwickelte sich so über die Jahre eine regelrechte „MfS-Siedlung“ aus Plattenbauten, in der bis heute zahlreiche Straßennamen an Mitglieder der Roten Kapelle erinnern, die auch in der militärischen Traditionspflege des MfS eine wichtige Rolle einnahmen, beispielsweise Harro und Libertas Schulze-Boysen, Hans und Hilde Coppi, Arvid und Mildred Harnack, zudem Wilhelm Guddorf, John Sieg sowie Albert Hößler. MfS-Mitarbeiter, die weiter entfernt wohnten, erreichten die Zentrale über den seit 1930 bestehenden U-Bahnhof Magdalenenstraße.
Östlich des MfS-Komplexes, und davon nur durch die Magdalenenstraße getrennt, befindet sich die große Gebäudegruppe der um 1890 errichteten Justizvollzugsanstalt. Sie diente 1955–1989 als Untersuchungshaftanstalt II des MfS für politische Gefangene, nachdem es 1945–1955 in Verwendung des sowjetischen Geheimdienstes gestanden hatte. Die sowjetische Dienststelle und das MfS nutzten das Gefängnis also fünf Jahre gemeinsam. Bis 1989 fanden in der Untersuchungshaftanstalt II in der Magdalenenstraße auch die Besuchs- und Anwaltstermine aller Häftlinge der Untersuchungshaftanstalt I des MfS in Berlin-Hohenschönhausen statt, ebenso die Diplomatenbesuche für bundesdeutsche oder ausländische Häftlinge des MfS, die in solchen Fällen aus allen Teilen der DDR per Häftlingstransporter hierher überführt wurden. In einem Seitenflügel des Gefängnishofes hatte die für Militärstrafsachen zuständige Abteilung IX/6 der Hauptabteilung IX des MfS ihren Sitz, die für sämtliche Ermittlungsverfahren mit politischer Bedeutung verantwortlich war und in den Gerichtsverhandlungen direkten Einfluss auf Verlauf und Urteilsfindung hatte (beispielsweise 1980–1981 jenem gegen Werner Teske). Im weiteren Verlauf der Magdalenenstraße steht das Amtsgericht Lichtenberg, das nach 1945 als Standort des Sowjetischen Militärtribunals Nr. 48240 diente, sowie die ehemalige Kirche der evangelischen Gemeinde am Roedeliusplatz, bis 1979 eines von zwei Gotteshäusern in unmittelbarer Nähe zur Zentrale des Ministeriums für Staatssicherheit.
Nördlich des MfS-Komplexes, durch die Normannenstraße getrennt, ist das Hans-Zoschke-Stadion des Fußballvereins SV Lichtenberg 47 zu finden, welches nach den Planungen des MfS eigentlich in den 1970er Jahren abgerissen werden sollte, was allerdings letztlich nicht geschah. Auf Betreiben des MfS tatsächlich abgetragen wurden dort hingegen 1979 die Kirche der neuapostolischen Gemeinde sowie drei ebenfalls in der Normannenstraße stehende Wohnhäuser im Stil der Neuen Sachlichkeit (entworfen von Bruno Taut und 1928 fertiggestellt), um Platz für das neue MfS-Dienstleistungs- und Versorgungsgebäude (Haus 18) zu schaffen.